# Suicide Squad (film)
Ne doit pas être confondu avec le film The Suicide Squad de 2021
Pour l’article homonyme, voir Suicide Squad.
Série DC Extended Universe
Batman v Superman : L'Aube de la justice
(2016) Wonder Woman
(2017)
Série Suicide Squad
The Suicide Squad
(2021)
Pour plus de détails, voir Fiche technique et Distribution.
Suicide Squad ou L'Escadron suicide au Québec, est un film américain écrit et réalisé par David Ayer, sorti en 2016.
Centré sur l'équipe de super-vilains Suicide Squad, c'est le troisième film — après Man of Steel (2013) et Batman v Superman : L'Aube de la justice (2016) — du DC Extended Universe ainsi que la première production de DC Films, une branche du studio Warner Bros. spécialisée dans la production de films basés sur l'univers de DC Comics. Il met en vedette Will Smith, Margot Robbie, Jared Leto, Joel Kinnaman et Viola Davis.
Malgré une majorité de critiques négatives de la part de la presse comme du public, ce film a été un succès au box-office, engrangeant 746,8 millions de dollars de recettes pour un budget de 175 millions.
Après sa sortie en salles, le réalisateur David Ayer affirme que le studio Warner Bros. a dénaturé sa vision de l’oeuvre pendant la postproduction du film. De nombreuses scènes tournées sous la direction de David Ayer sont donc absentes des versions cinéma et extended cut,.
Suicide Squad a remporté l'Oscar des meilleurs maquillages et coiffures lors de la 89e cérémonie des Oscars.
Une suite indépendante intitulée The Suicide Squad, écrite et réalisée par James Gunn, sort en août 2021.

## Synopsis

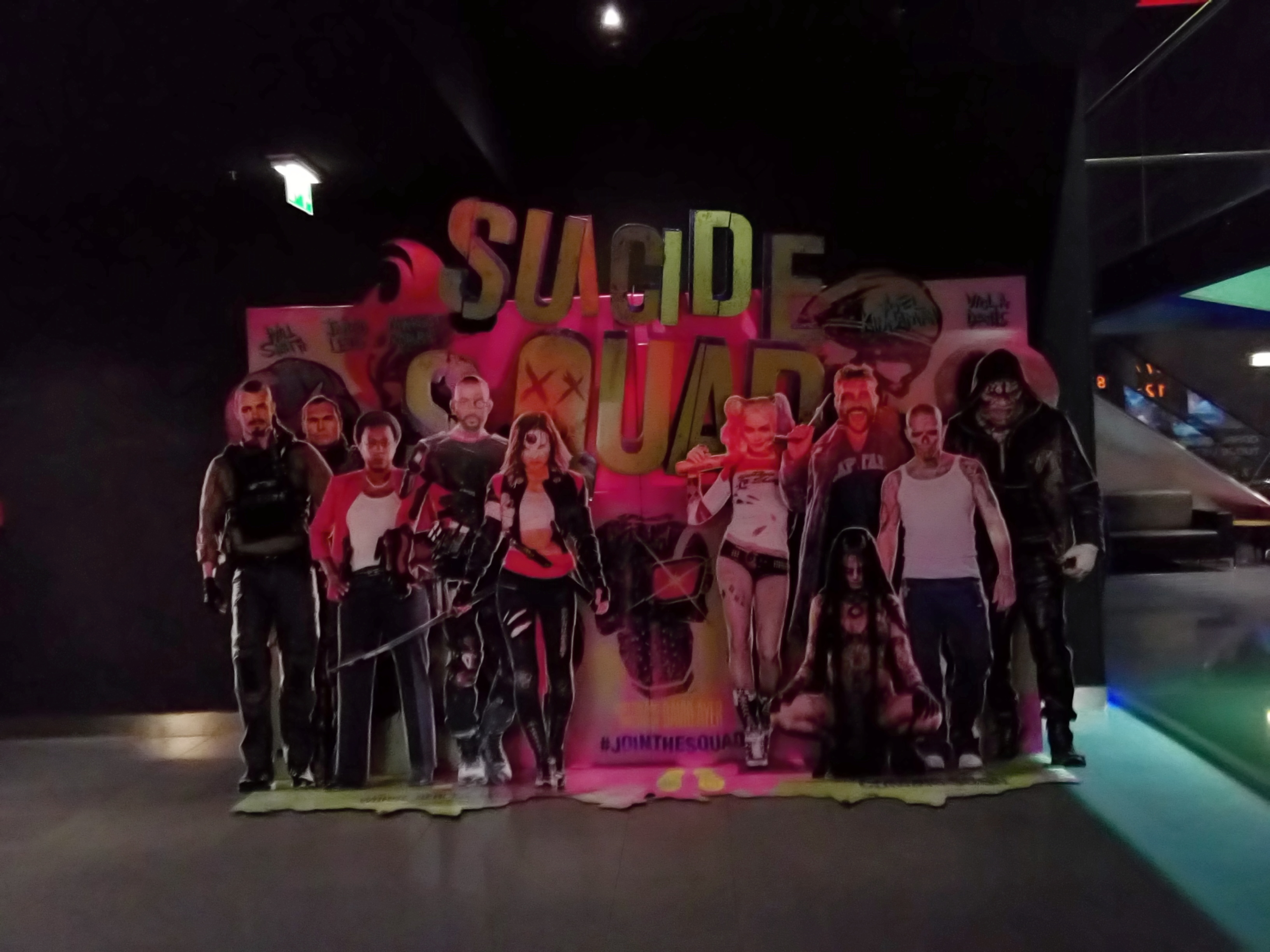
Suicide Squad dans un cinéma

Peu de temps après l'apparition de Superman à Metropolis, le gouvernement américain avait créé l'ARGUS, une agence dont l'objectif est la recherche de méta-humains à travers le monde. Cette agence est sous la supervision d'Amanda Waller. Après la mort du Kryptonien, en novembre 2015, le monde constate l'émergence d'individus ayant des aptitudes particulières. Par conséquent, une nouvelle loi fut promulguée. Désormais, si un criminel est un super-vilain, il est considéré comme terroriste et envoyé en Louisiane, dans la prison secrète de Belle Reve. Waller, qui craint l'apparition du prochain méta-humain qui pourrait attaquer l'humanité, veut appliquer le projet Force Spéciale X, visant à utiliser une équipe de super-vilains pour répondre aux menaces, mais de façon non officielle. Plusieurs mois après la mort de Superman, Waller a plusieurs noms sur sa liste, comme le tireur d'élite Floyd Lawton / « Deadshot », s'est laissé capturer par Batman, dissuadé par sa fille Zoe de se rendre, la psychopathe Harley Quinn, ancienne psychiatre de l'asile d'Arkham tombée sous le charme du Joker, arrêtée par Batman alors qu'elle était coincée dans une voiture qui coulait dans une rivière, le tueur monstrueux Waylon Jones, surnommé « Killer Croc », Digger Harkness surnommé « Captain Boomerang », un voleur australien capturé par Flash alors qu'il dérobait des diamants et El Diablo, un gangster mexicain doué de pyrokinésie qui s'est rendu lui-même après avoir involontairement brûlé sa femme et ses enfants. Amanda Waller a déjà recruté le colonel Rick Flag, soldat émérite. Lorsqu'elle se rend au Pentagone pour présenter le projet au général Edwards, elle lui montre aussi les pouvoirs de l'Enchanteresse, un être mystique qui habite dans le corps de l'archéologue June Moone. Waller arrive à la contrôler car elle détient le cœur de l'Enchanteresse, et elle s'est arrangée pour faire en sorte que Rick Flag et June Moone deviennent amants afin de manipuler le soldat.
Une nuit alors que June et Flag dorment, l'Enchanteresse réussit à prendre le contrôle de June et veut récupérer son cœur. Elle fait peur à Flag en lui montrant une image de June mourante pour qu'il n'essaie pas de l'arrêter, mais June lui avait déjà demandé de tuer l'Enchanteresse même si ça pouvait lui coûter la vie. L'Enchanteresse n'arrive pas à récupérer son cœur car seule Amanda Waller le peut grâce à ses empreintes. Elle découvre alors dans une pièce un vase où est prisonnier son frère, Incubus. Elle se rend ensuite dans la gare de Midway City, dans le Michigan, et s'attaque à un humain pour permettre à son frère d'en prendre possession. Une fois seul, Incubus absorbe deux humains pour se transformer. Il s'attaque par la suite aux voyageurs de la gare.
Devant l'ampleur de la menace, Amanda Waller a le feu vert du général Edwards pour activer la Force Spéciale X. On leur injecte une puce (conçue par Van Criss Laboratories, une filiale de Wayne Enterprises) munie d'une charge explosive pour les dissuader de s'échapper. Au même moment, Incubus transfert sa magie à sa sœur pour qu'elle puisse être immunisée contre les coups que Waller inflige à son cœur. L'Enchanteresse est alors capable de créer une arme extrêmement puissante. En sortant, elle commence à canaliser des arcs de foudre au-dessus de la gare. Incubus cause maintenant des ravages dans la ville et repousse les attaques des forces armées. Il contribue aussi à la création de l'arme en soulevant les décombres des bâtiments et des véhicules militaires détruits jusqu'à l'anneau qui plane maintenant au-dessus de la gare.
Une fois la Force Spéciale X déployée sur place et rejointe par les dernières recrues (Slipknot, maître de l'escalade, Katana, une Japonaise experte dans l'art du sabre), et des Navy seals, ils mesurent l'ampleur de l'attaque. Ne croyant pas à la véracité des puces explosives, Harkness propose à Slipknot de fuir les lieux, mais alors que Slipknot commence à grimper sur les immeubles, Rick Flag le tue en faisant exploser la bombe. Les prisonniers combattent des créatures humanoïdes (des humains transformés par l'Enchanteresse pour qu'ils deviennent son armée) et découvrent le véritable but de leur opération : exfiltrer Waller, piégée dans le bâtiment fédéral John F. Ostrander.
L'équipe arrive sur place. Amanda Waller, après avoir assassiné les membres du FBI ayant assisté à la mission par souci de confidentialité, la rejoint pour quitter les lieux. Mais entretemps, le Joker était à la recherche d'Harley Quinn qui lui communiquait régulièrement son emplacement grâce à un téléphone portable remis secrètement par le capitaine Hunter Griggs (le chef de la sécurité de Belle Reve). Ce dernier avait de l'argent à rembourser à un club où il jouait au poker fréquemment, mais le Joker leur à donner l'argent, et de ce fait, Griggs devait payer sa dette envers lui en remettant le portable à Harley. Quand la Force Spéciale X, accompagnée par Waller arrive au sommet du building, le Joker a pris le contrôle de l'hélicoptère qui allait les mettre à l'abri. Ayant pris la femme du Dr Van Criss en otage, le Joker oblige Van à désactiver la puce de Harley, et ensemble, ils s'enfuient. Waller demande à Deadshot de tuer Harley mais celui-ci s'est entretemps lié d'amitié avec elle, et fait mine de rater son coup pour la laisser partir. Un autre hélicoptère est envoyé pour Waller et celui du Joker est anéanti, seule Harley réussit à sauter à temps. Waller est ensuite capturée par les créatures et la Force Spéciale X part à sa rescousse. L'équipe retrouve Harley sur sa route. Quand les membres trouvent enfin l'Enchanteresse, Incubus les attaque. El Diablo réussit à neutraliser ce dernier en révélant sa véritable nature, celle d'un ancien dieu Aztèque, pendant que Killer Croc et des Navy seals installent une bombe sous leurs pieds. Diablo et Incubus meurent dans l'explosion. Harley feint de vouloir être du côté de l'Enchanteresse et dès qu'elle s'en approche, elle réussit à lui arracher son cœur. Résolu à sacrifier June Moone, Rick Flag le détruit, mais l'archéologue survit quand même.
Les criminels de la Force Spéciale X sont renvoyés à Belle Reve avec quelques améliorations dans leurs cellules comme récompenses et une réduction de peine de dix ans. Plus tard, le Joker réussit à pénétrer dans la prison pour faire évader Harley Quinn.
Scène inter-générique
Amanda Waller est dans un restaurant et reçoit la visite de Bruce Wayne. En échange d'un dossier top-secret sur plusieurs méta-humains, Wayne protégera Waller contre certaines personnes qui veulent savoir ce qui a conduit aux événements de Midway City. Après lui avoir remis le dossier et avant qu'il ne parte, elle nous fait comprendre qu'elle sait qu'il est Batman. Wayne lui demande de liquider le projet Force Spéciale X, ou ses amis et lui s'en chargeront, faisant référence à son entourage.

## Fiche technique
Sauf indication contraire, les informations mentionnées dans cette section peuvent être confirmées par les bases de données cinématographiques IMDb et Allociné,  présentes dans la section « Liens externes ».

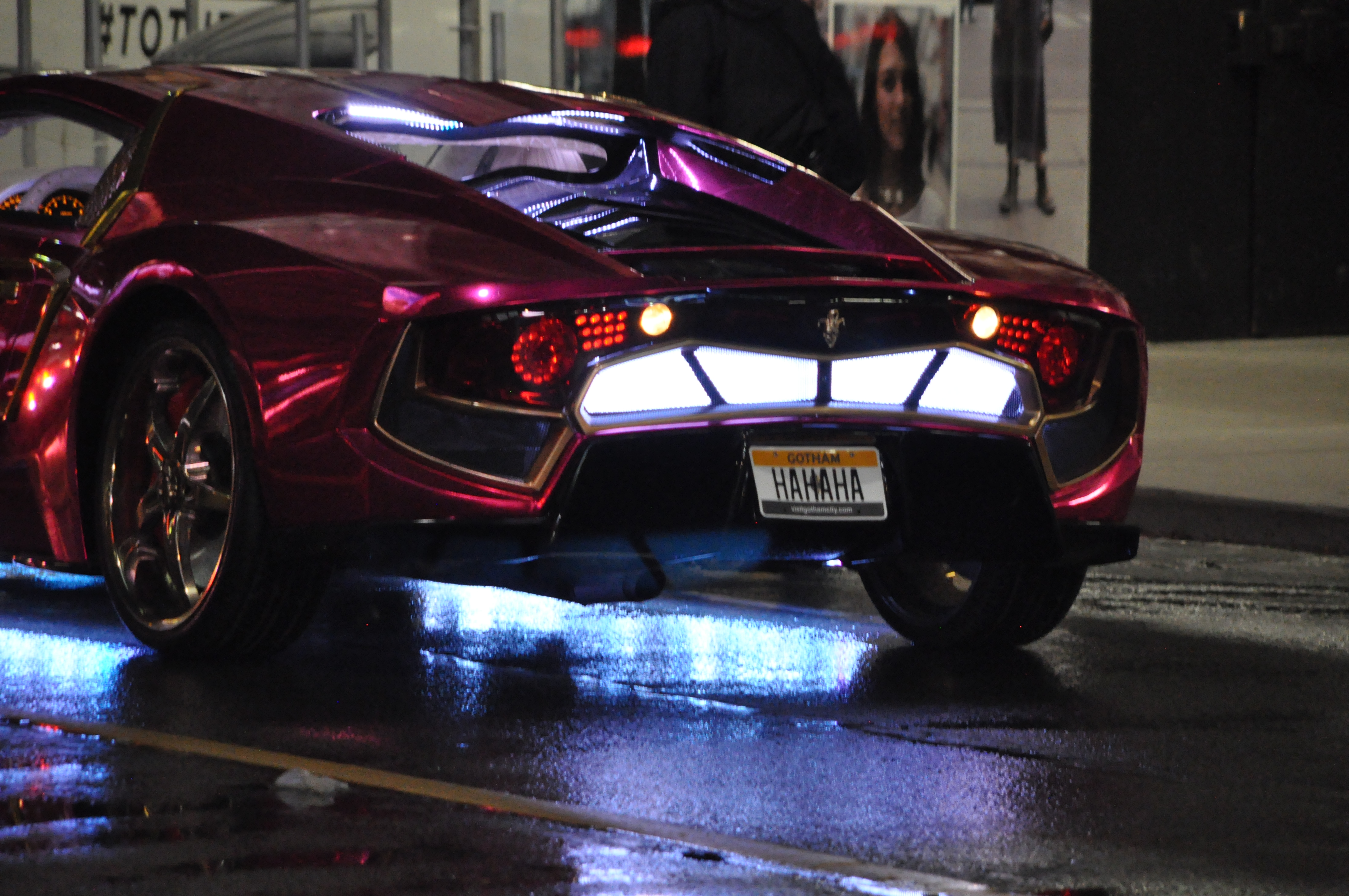
La voiture du Joker, une Infiniti G35 avec un kit de carrosserie Vaydor

- Titre original et français : Suicide Squad
- Titre québécois : L'Escadron suicide
- Réalisation : David Ayer (à l'exception d'une seule scène réalisée par Zack Snyder)
- Scénario : David Ayer, d'après la bande dessinée éponyme créée par John Ostrander en 1987
- Musique : Steven Price
- Direction artistique : Ravi Bansal, Greg Berry, Brandt Gordon, Peter Grundy, Aleksandra Marinkovich, Brad Ricker, Eric Víquez, Clint Wallace et Colin Woods
- Décors : Oliver Schol
- Costumes : Kate Hawley
- Photographie : Roman Vasyanov
- Son : Richard King, Gary A. Rizzo, Matt Gruber, Michael Keller, Vincent Zabaly
- Montage : John Gilroy
- Production : Charles Roven et Richard Suckle
  - Producteurs délégués : Zack Snyder, Deborah Snyder, Colin Wilson (en), Geoff Johns et Steven Mnuchin
  - Production associée : Bruce Franklin
  - Coproduction : Andy Horwitz et Alex Ott
- Sociétés de production[4] : Atlas Entertainment, DC Films, DC Entertainment et Warner Bros., en association avec Dune Entertainment
- Sociétés de distribution : Warner Bros.
- Budget : 175 millions de $[5]
- Pays de production :  États-Unis
- Langues originales : anglais, japonais, espagnol
- Format[6] : couleur - 35 mm / D-Cinema - 2,39:1 (Cinémascope) (Panavision) - son DTS (DTS: X) | Dolby Digital | Dolby Atmos | DTS
- Genres : action, aventures, fantastique, science-fiction, super-héros
- Durée : 123 minutes ; 134 minutes (version longue dite extended cut)
- Dates de sortie[7] :
  - États-Unis : 1er août 2016 (première mondiale à New York City)[8] ; 5 août 2016 (sortie nationale)
  - France, Belgique, Suisse romande : 3 août 2016[9],[10]
  - Québec : 5 août 2016[11]
- Classification[12] :
  - États-Unis : accord parental recommandé, film déconseillé aux moins de 13 ans (PG-13 - Parents Strongly Cautioned)[Note 1]
  - France : tous publics avec avertissement[13] (déconseillé aux moins de 10 ans sur TF1 et déconseillé aux moins de 12 ans sur Canal +)[réf. souhaitée]
  - Belgique : potentiellement préjudiciable jusqu'à 12 ans (Mogelijk schadelijk voor kinderen onder de 12 jaar)[9]
  - Suisse romande : interdit aux moins de 14 ans[14]
  - Québec : tous publics - déconseillé aux jeunes enfants (G - General Rating)[11]

## Distribution
Sauf indication contraire, les informations mentionnées dans cette section peuvent être confirmées par la base de données cinématographiques IMDb,  présente dans la section « Liens externes ».
- Will Smith (VF : Greg Germain ; VQ : Paul Sarrasin) : Floyd Lawton / Deadshot
- Jared Leto (VF : Paolo Domingo ; VQ : Benoit Éthier) : Le Joker
- Margot Robbie (VF : Dorothée Pousséo ; VQ : Catherine Brunet) : Dr Harleen Quinzel / Harley Quinn
- Joel Kinnaman (VF : Gilduin Tissier ; VQ : Pierre-Étienne Rouillard) : colonel Rick Flag
- Viola Davis (VF : Maïk Darah ; VQ : Johanne Garneau) : Amanda Waller
- Jai Courtney (VF : Jérémie Covillault ; VQ : Frédérik Zacharek) : Digger Harkness / Captain Boomerang
- Jay Hernández (VF : Benjamin Penamaria ; VQ : Martin Watier) : Chato Santana / El Diablo
- Adewale Akinnuoye-Agbaje (VF : Frantz Confiac ; VQ : Thiéry Dubé) : Waylon Jones / Killer Croc
- Cara Delevingne (VF : Nastassja Girard ; VQ : Geneviève Déry) : Dr June Moone / L’Enchanteresse
- Ike Barinholtz (VF : Serge Faliu ; VQ : Martin Desgagné) : Capitaine Hunter Griggs
- Karen Fukuhara (VF : Jessica Monceau ; VQ : Mylène Mackay) : Katana
- Adam Beach (VF : Stéphane Fourreau ; VQ : Frédéric Desager) : Christopher Weiss / Slipknot
- Scott Eastwood (VF : Lionel Erdogan ; VQ : Alexis Lefebvre) : lieutenant « GQ » Edwards
- Jim Parrack (VF : Fabrice Josso ; VQ : Guillaume Cyr) : Jonny Frost / Pseudo Joker
- Matt Baram (en) : Dr Van Criss
- Common (VF : Mark Grosy ; VQ : Patrick Chouinard) : Monster T
- Shailyn Pierre-Dixon (en) (VQ : Frédérike Ambroise-Laplante) : Zoe Lawton
- Alex Meraz : Gomez
- Birgitte Solem (en) : la femme du Dr Van Criss
- Aidan Devine (VF : Patrick Béthune ; VQ : Benoit Rousseau) : général Edwards, Chef d'état-major des armées
- Ted Whittall (VF : Stéfan Godin ; VQ : Daniel Picard) : Amiral Mackenzie Olsen, commandant du SOCOM
- David Harbour (VF : Stéphane Pouplard ; VQ : François L'Écuyer) : Dexter Tolliver, Conseiller à la sécurité nationale
- Corina Calderon (VF : Emmanuelle Rivière) : Grace
- Ezra Miller (VF : Gauthier Battoue ; VQ : Nicholas Savard L'Herbier) : Barry Allen / Flash
- Kevin Vance : Kowalski
- Dan Petronijevic : Anvil
- Alain Chanoine : Incubus
- Robin Atkin Downes (VF : José Luccioni) : Angelo « Angie »
- Christopher Dyson (VF : Serge Faliu) : le Gardien
- Ben Affleck (VF : Boris Rehlinger ; VQ : Pierre Auger) : Bruce Wayne / Batman (caméo, non crédité)
Version française
  - Studio de doublage : Dubbing Brothers
  - Direction artistique : Hervé Rey
  - Adaptation : Pierre Arson

 Source et légende : version française (VF) sur RS Doublage et AlloDoublage version québécoise (VQ) sur Doublage.qc.ca

Photos des acteurs principaux au San-Diego Comic-Con
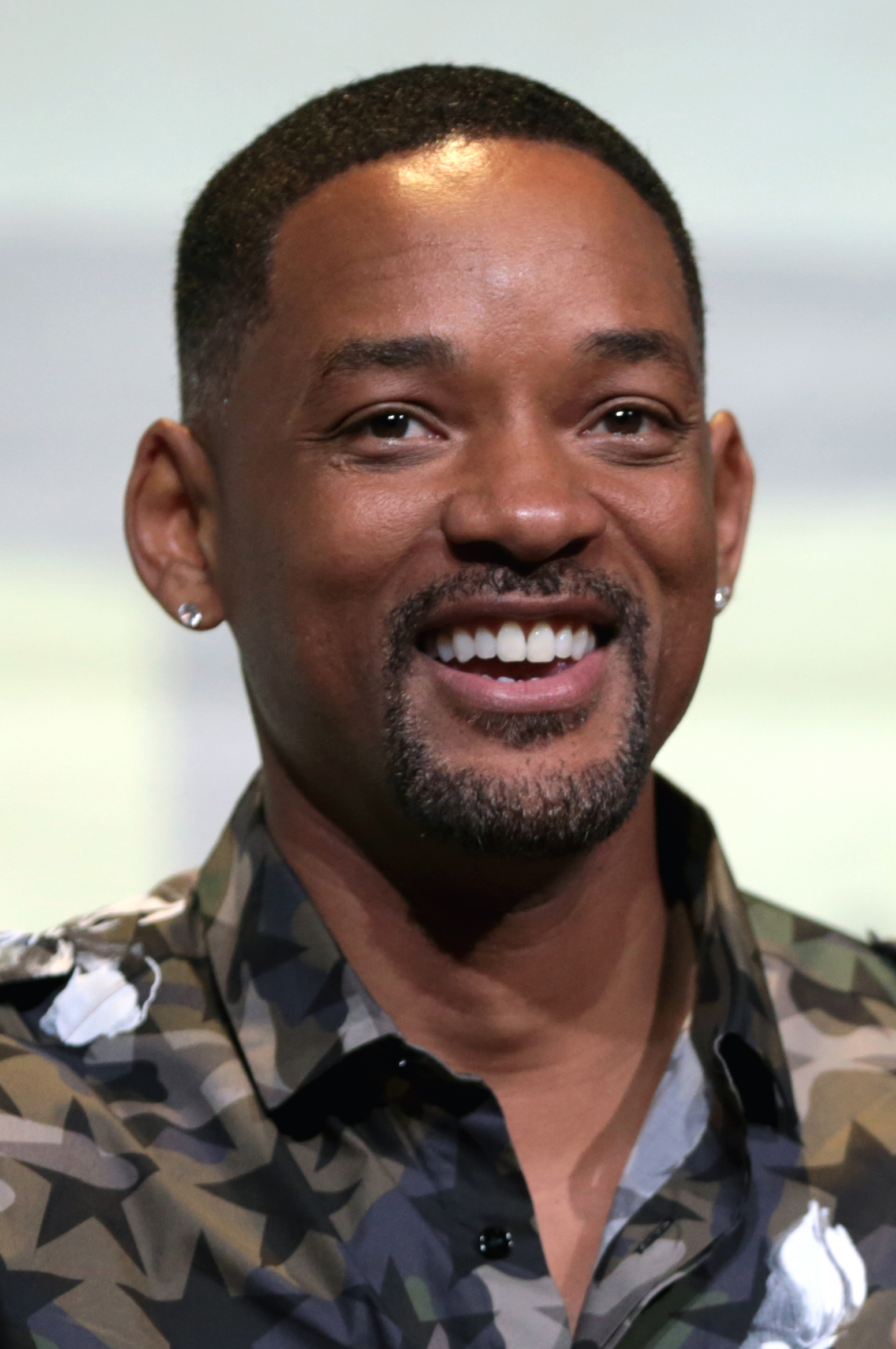
Will Smith est Deadshot
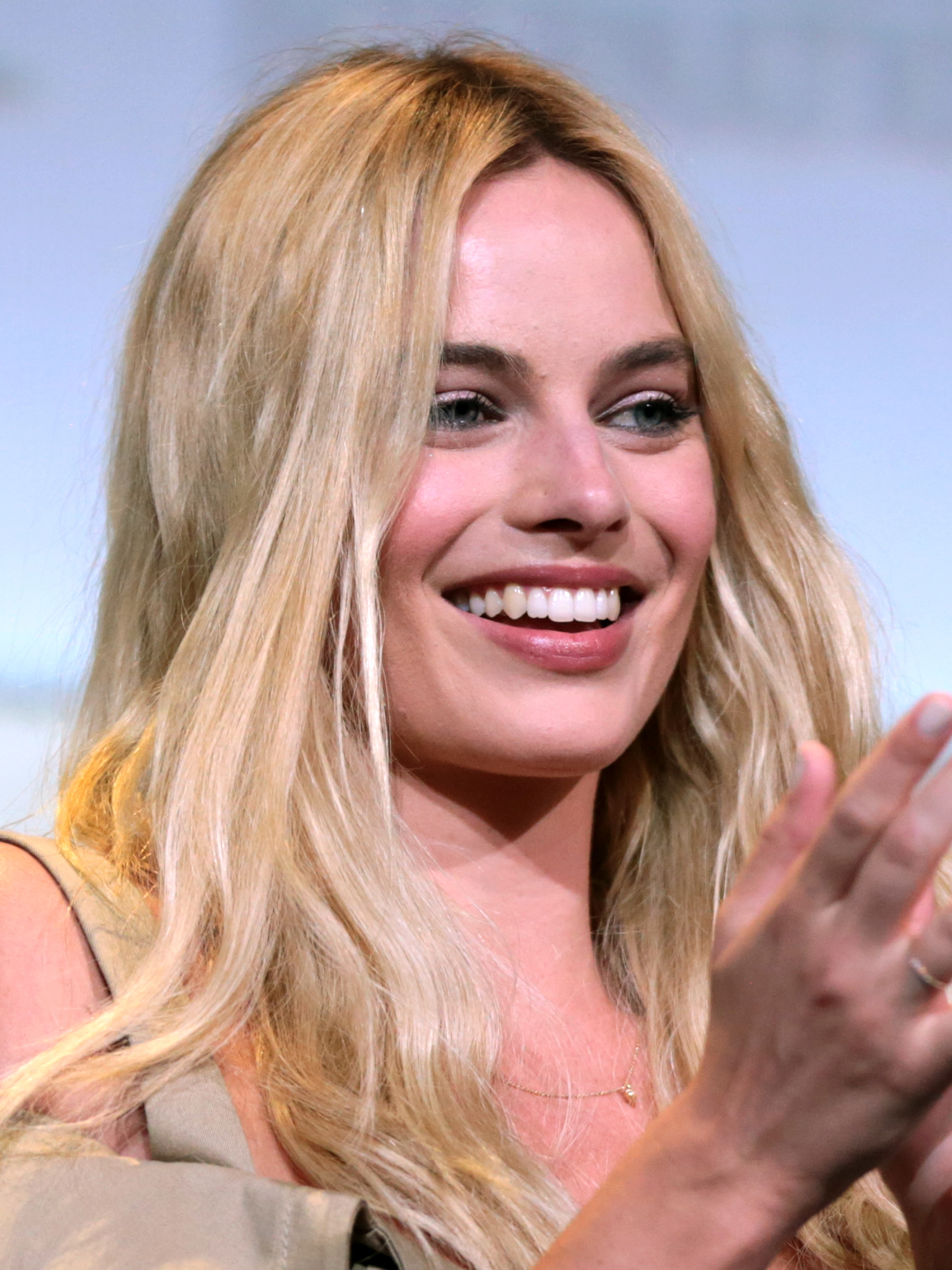
Margot Robbie est Harley Quinn
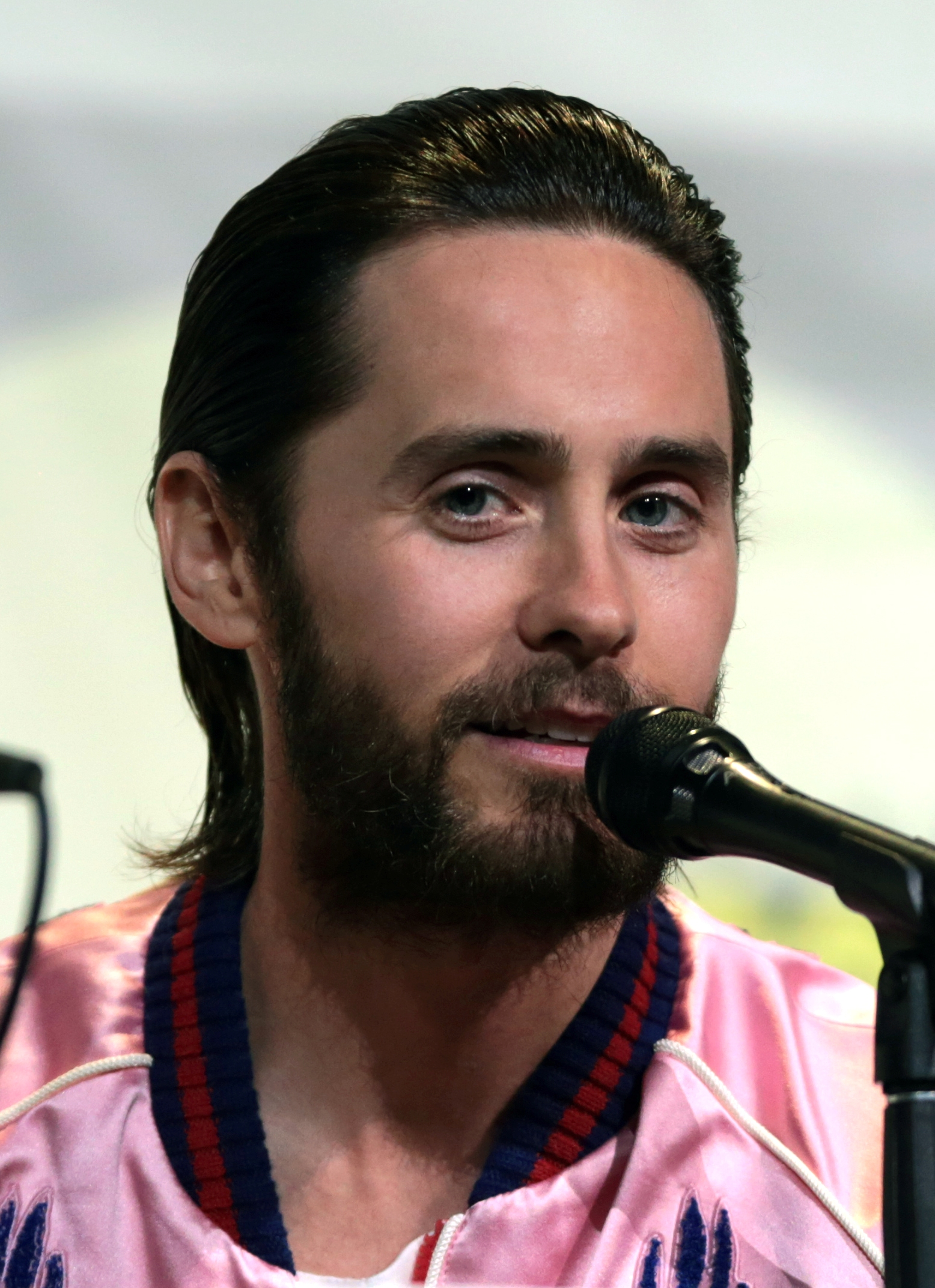
Jared Leto est Le Joker
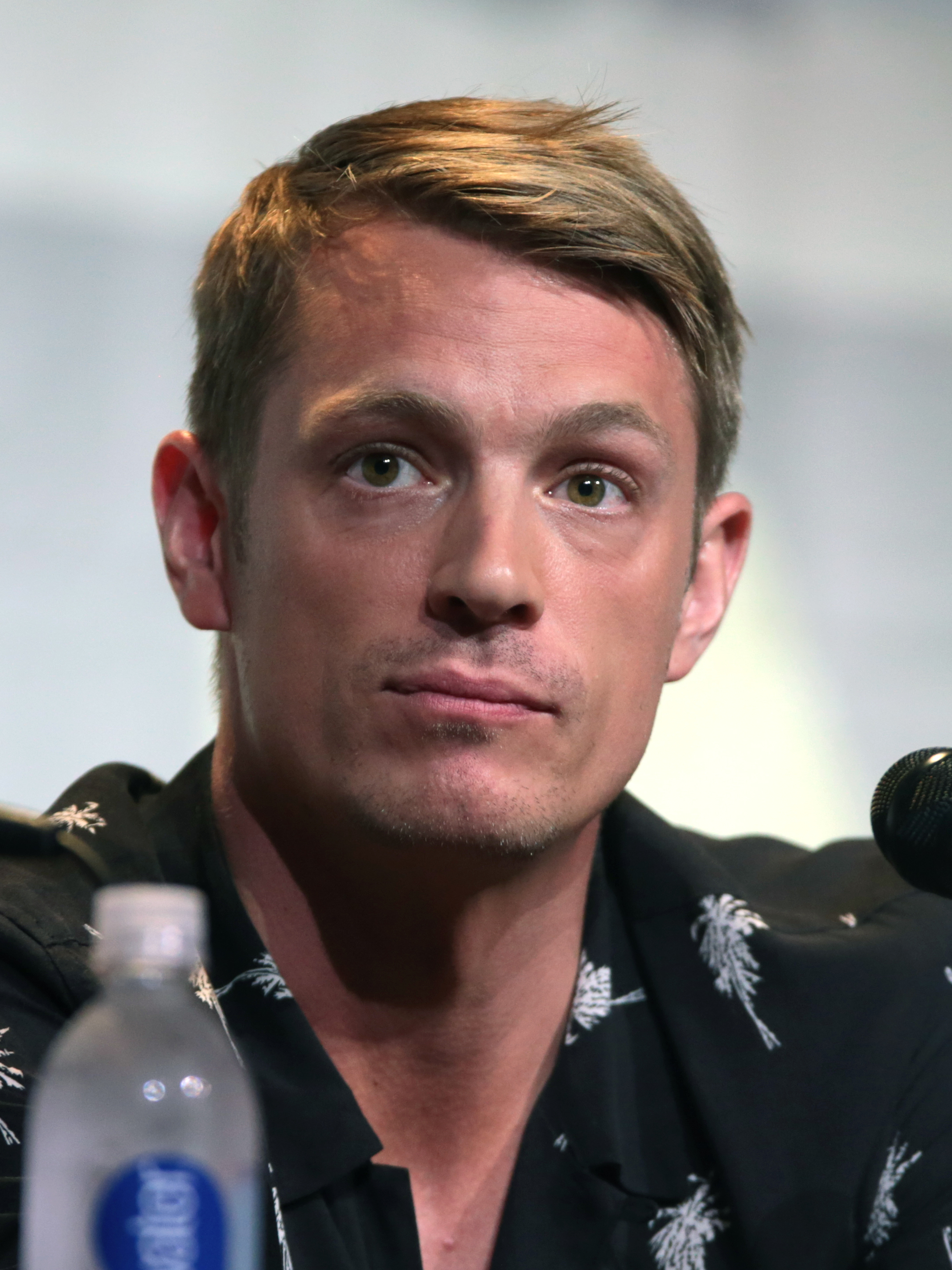
Joel Kinnaman est Rick Flag
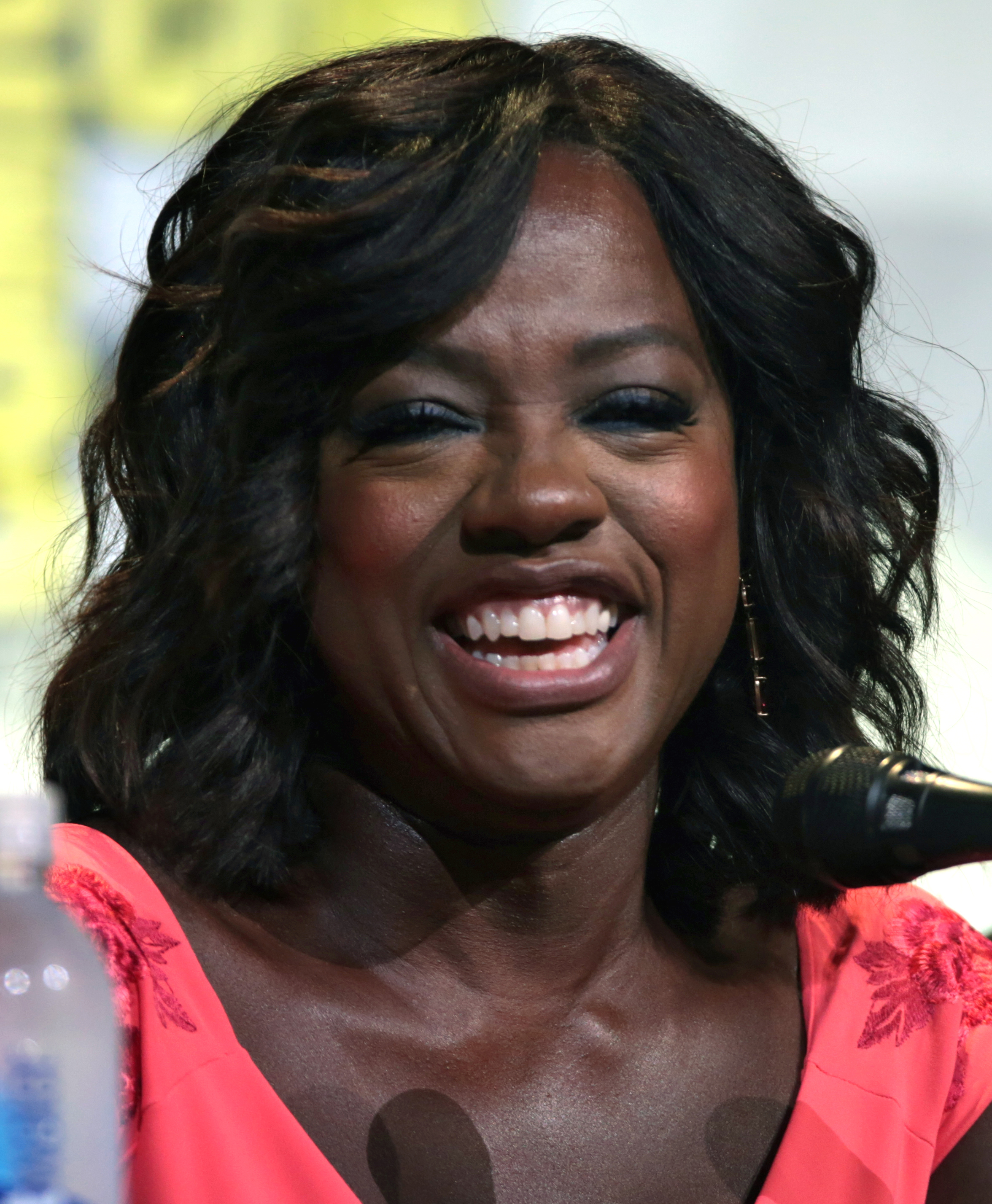
Viola Davis est Amanda Waller
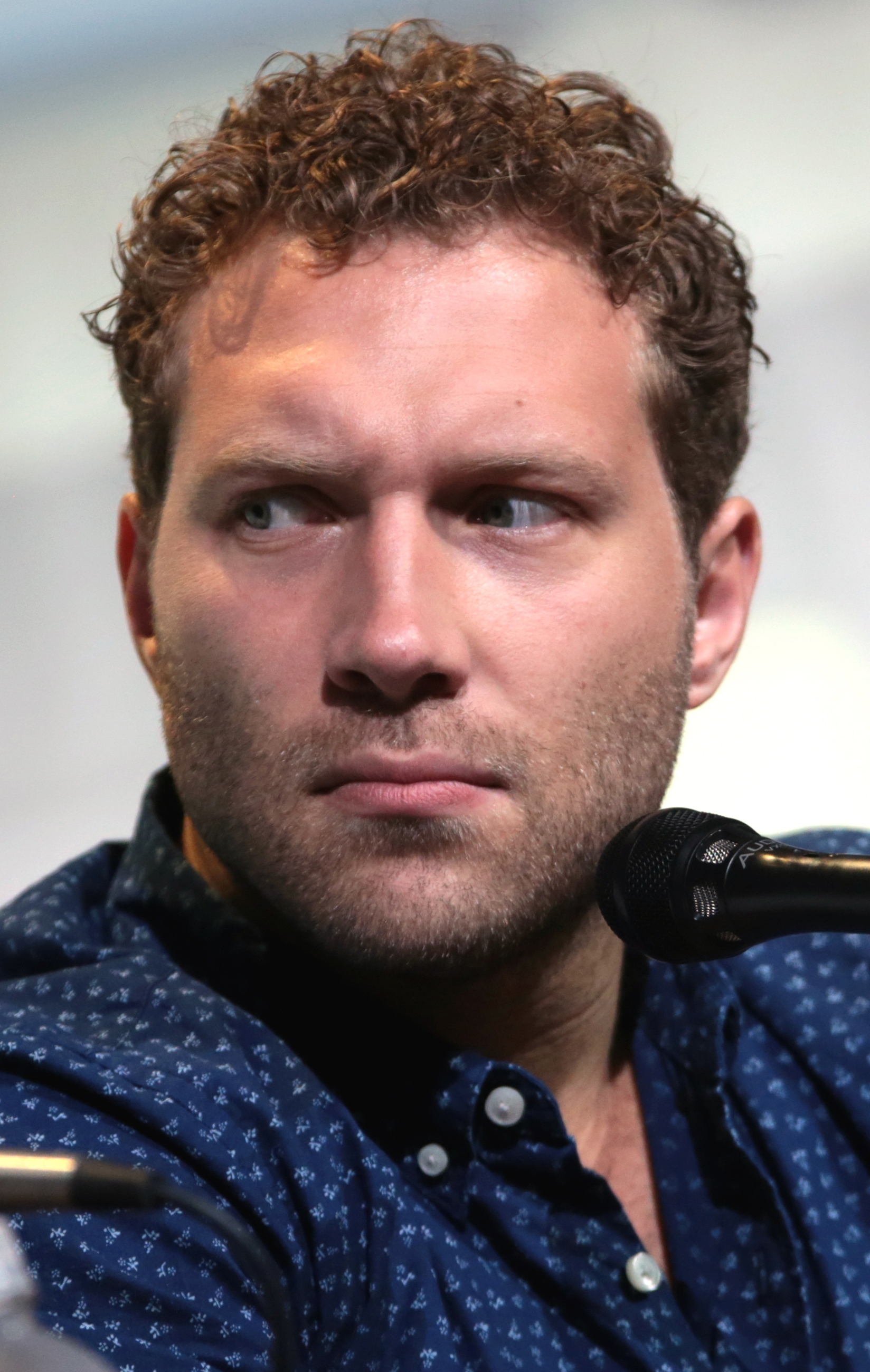
Jai Courtney est Captain Boomerang
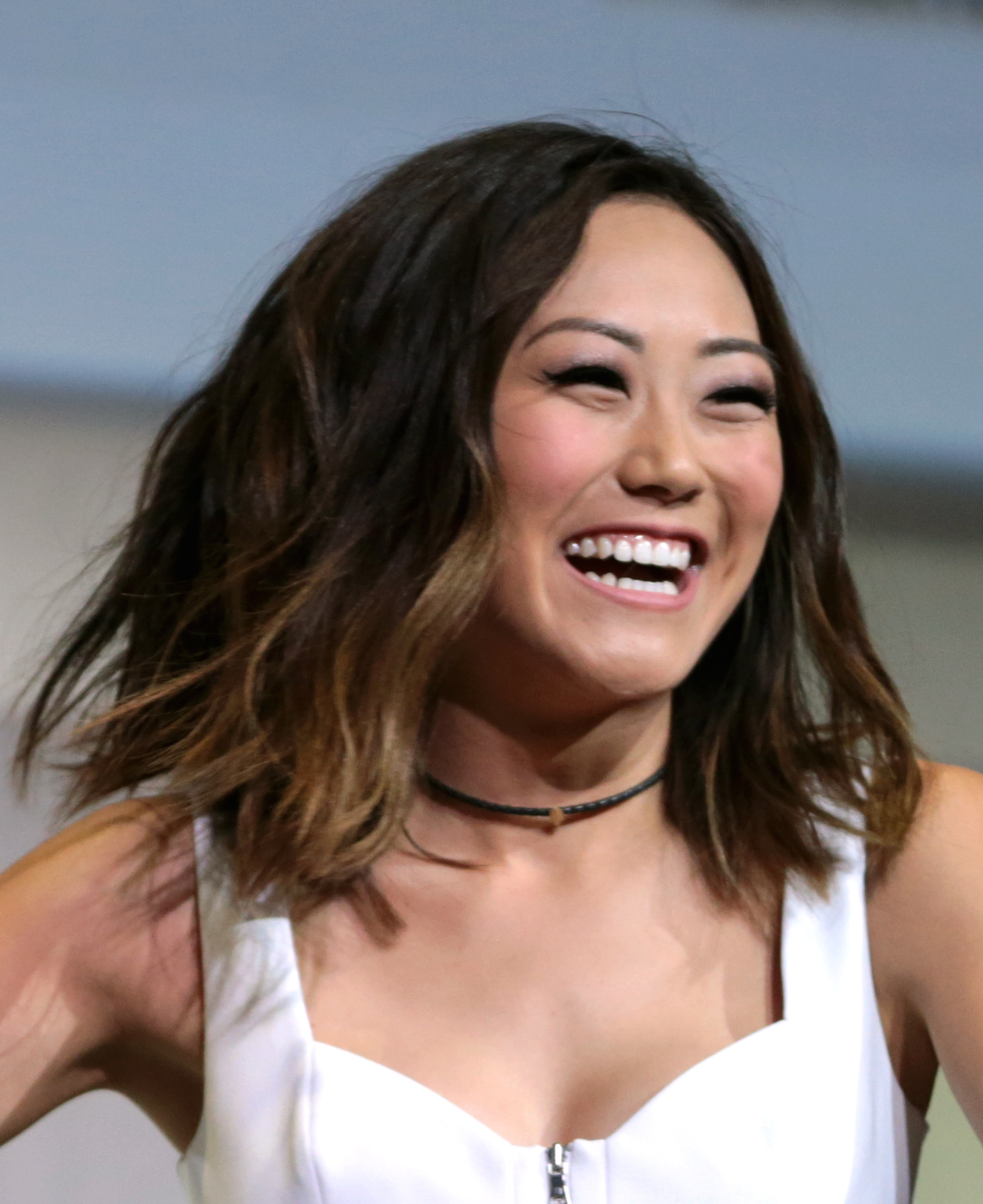
Karen Fukuhara est Katana
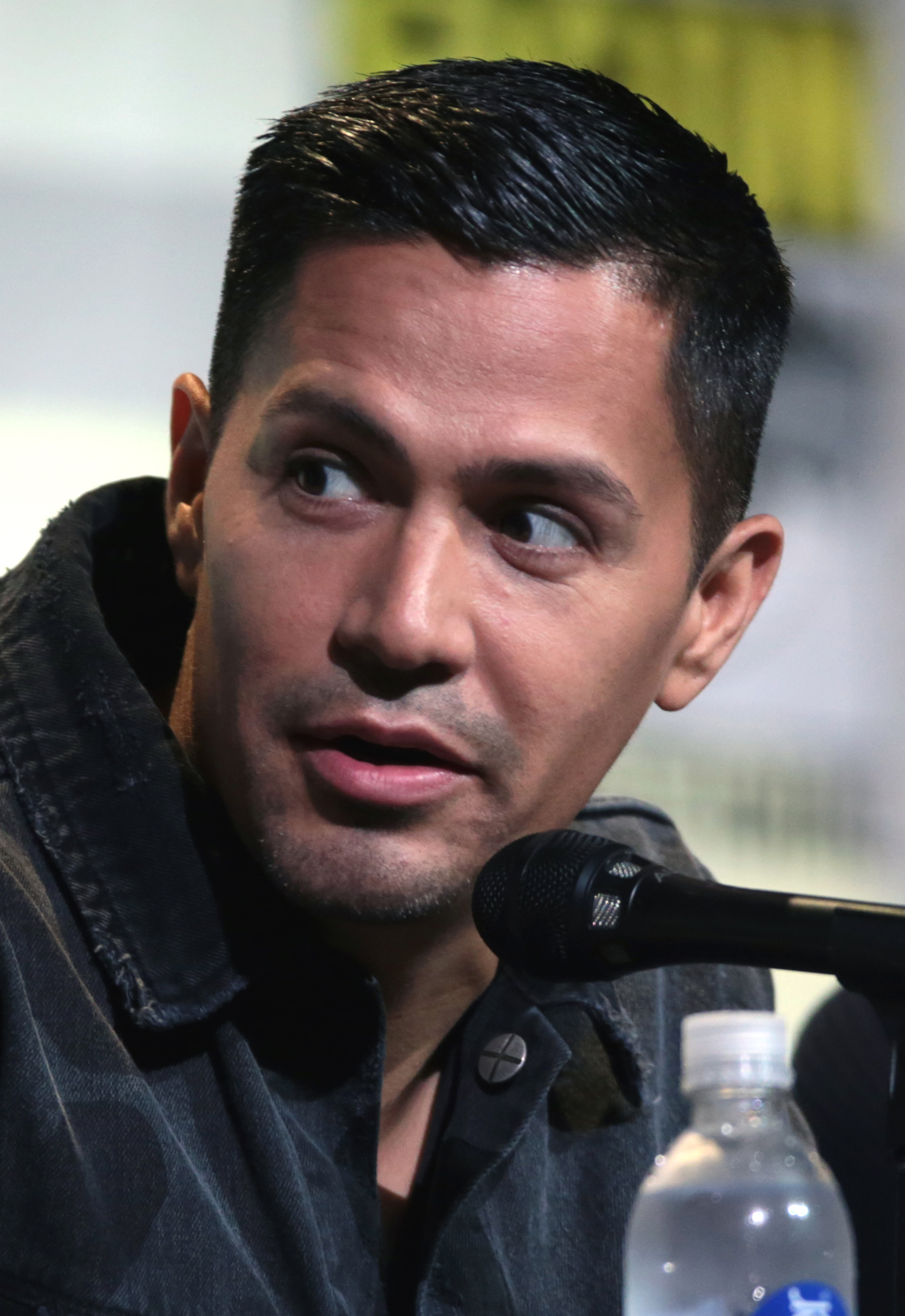
Jay Hernández est El Diablo
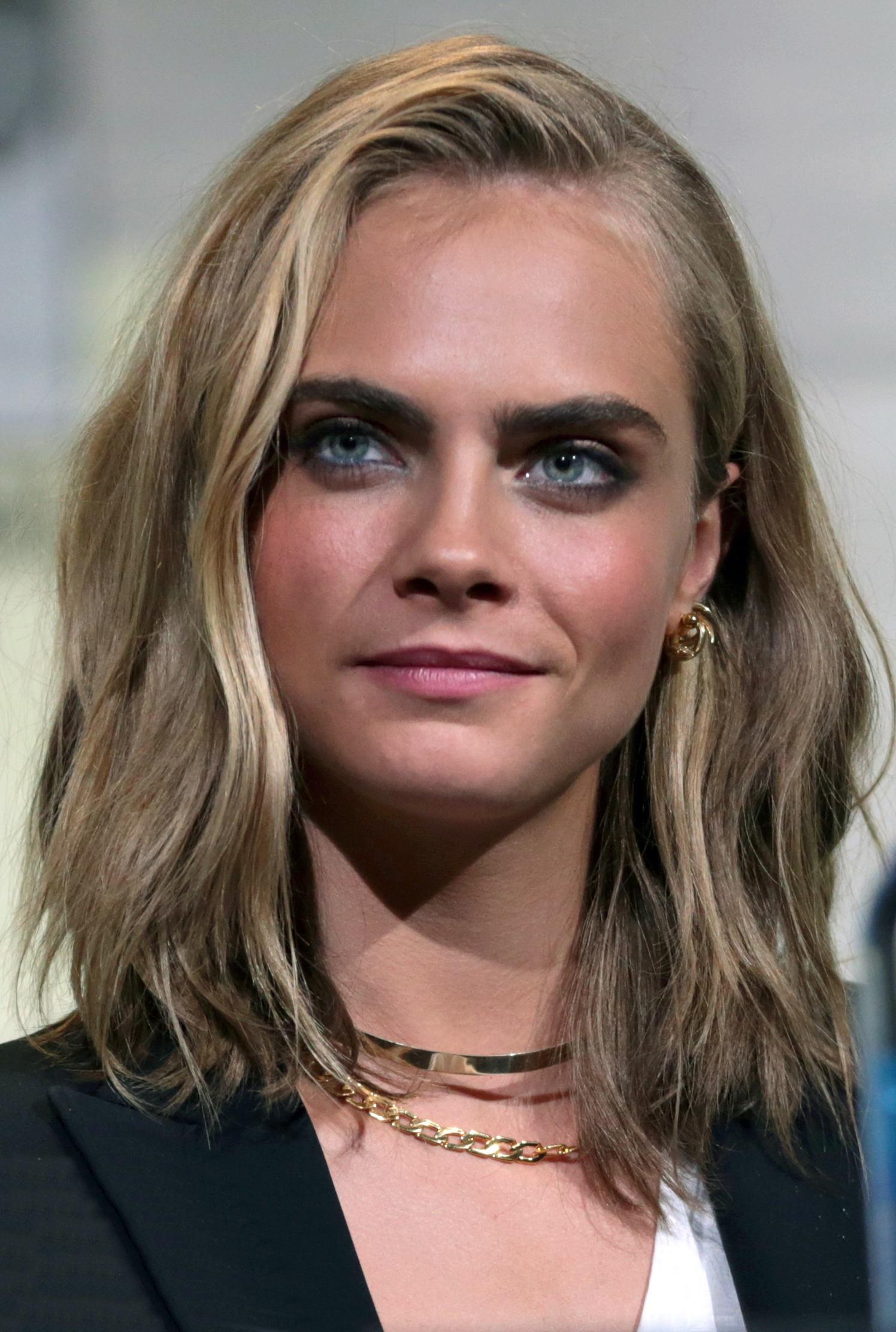
Cara Delevingne est L’Enchanteresse
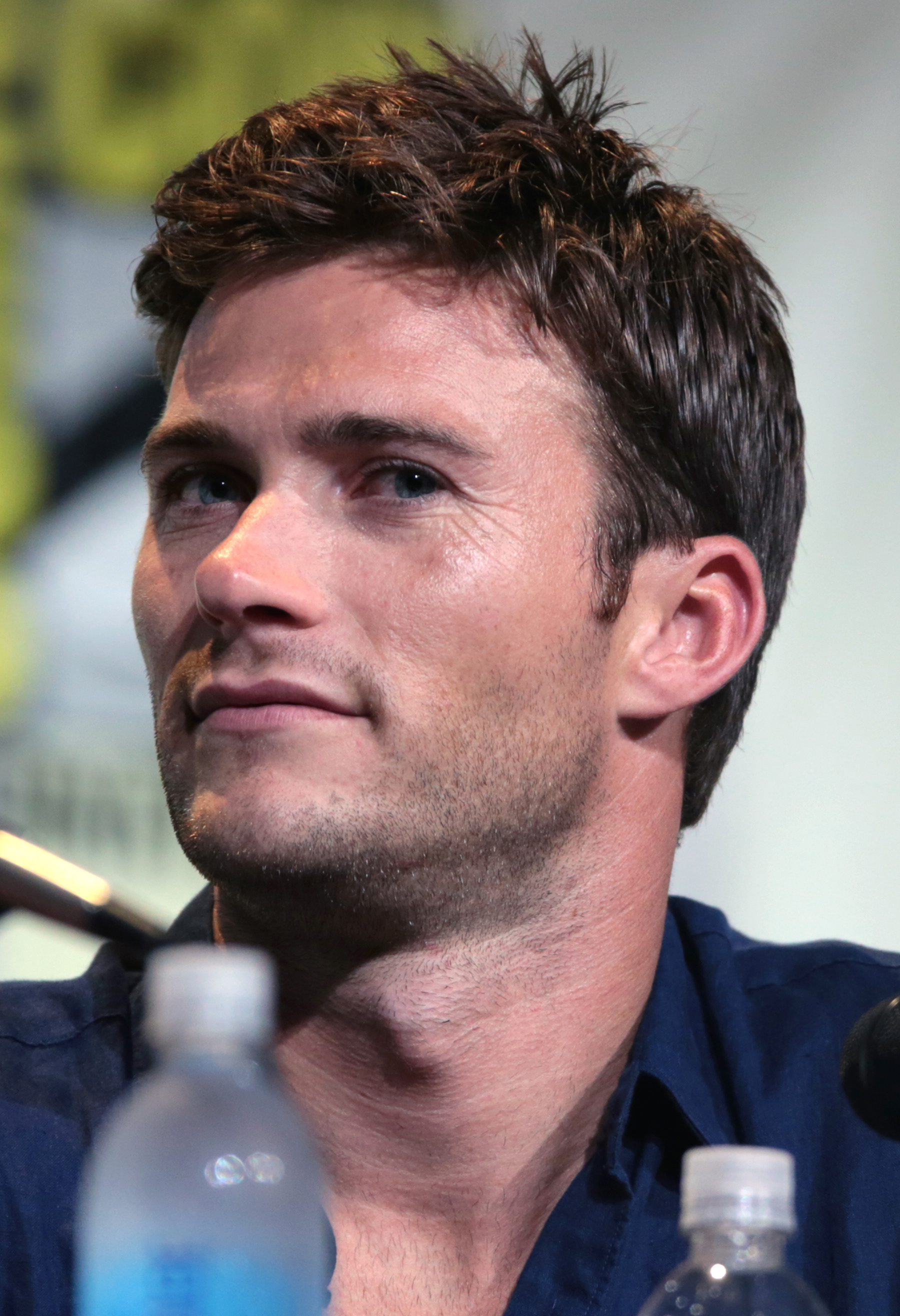
Scott Eastwood est le Lieutenant « GQ » Edwards
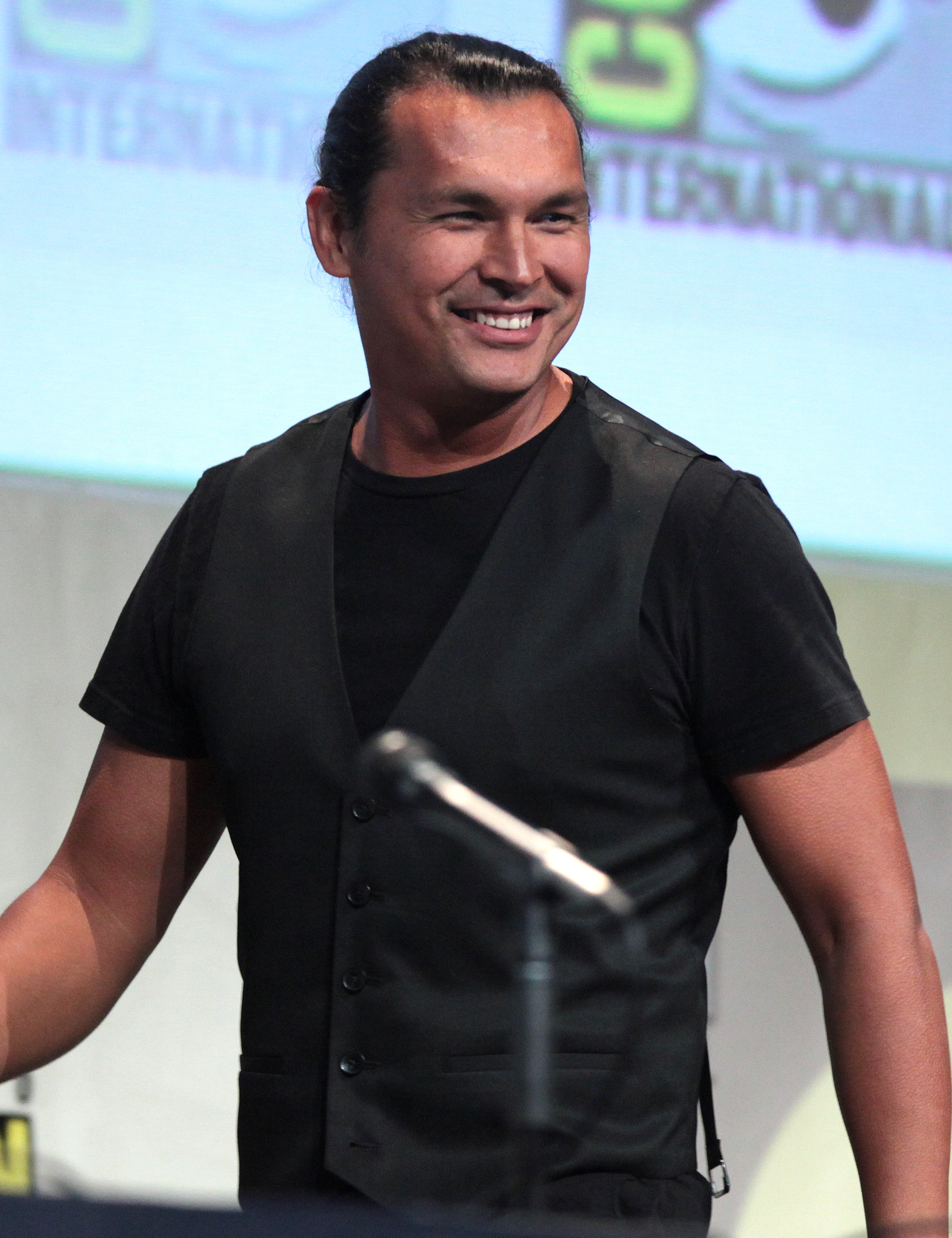
Adam Beach est Slipknot

## Production

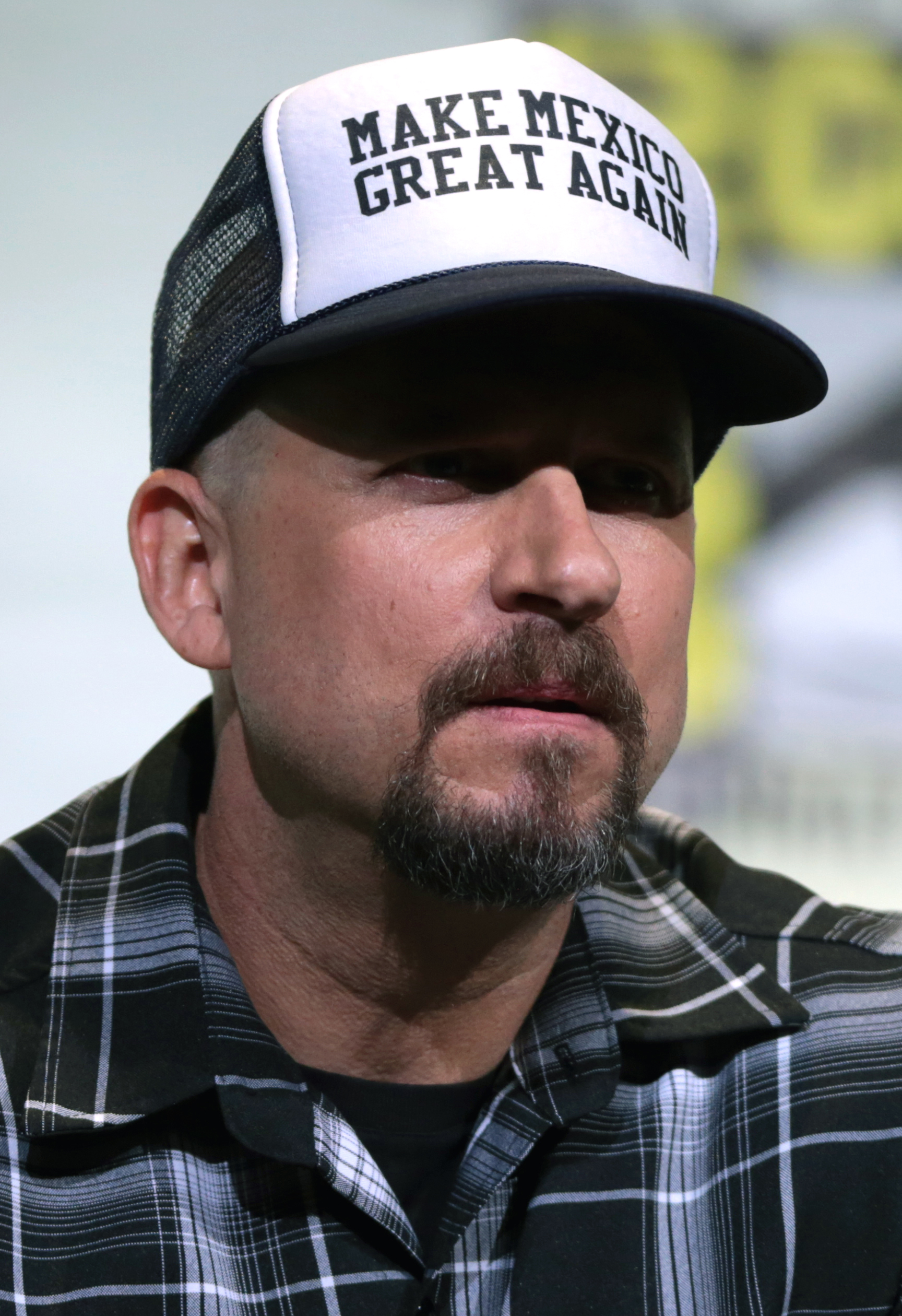
Le scénariste et réalisateur David Ayer au San Diego Comic-Con 2016, pour la promotion du film.

### Développement
Alors que la série Arrow présente la Suicide Squad menée par Amanda Waller au cours des saisons 2 et 3, Warner Bros. et DC Comics ont l'idée d'en faire un film.
Un mois après l'annonce d'un projet de film sur la Task Force X, Warner Bros. annonce dix films jusqu'en 2020 y compris un film intitulé Suicide Squad dirigé par David Ayer.

### Attribution des rôles
En octobre 2014, alors que Will Smith, Ryan Gosling, Margot Robbie et Tom Hardy seraient en négociations pour rejoindre le casting du film dans des rôles inconnus, Jesse Eisenberg, déjà engagé sur le film Batman v Superman : L'Aube de la justice dans le rôle de Lex Luthor, pourrait rejoindre la Suicide Squad afin de faire le lien entre les deux films. Le lendemain, une nouvelle rumeur annonce que l'actrice et mannequin Cara Delevingne serait en lice pour le rôle d'Harley Quinn, en compétition avec Margot Robbie.
Toujours en phase de recrutement, le film attise beaucoup de rumeurs. En novembre 2014, est supposée la présence de Jared Leto dans le rôle du Joker. Il succéderait ainsi à Cesar Romero, Jack Nicholson et Heath Ledger. Sont également supposées les présences de Margot Robbie et Jai Courtney dans les rôles d'Harley Quinn et de Deadshot.
Après de nombreuses rumeurs, le casting du film est confirmé en décembre 2014. Ainsi, Will Smith jouera Floyd Lawton alias Deadshot, Tom Hardy jouera Rick Flag, Margot Robbie sera Harleen Quinzel alias Harley Quinn, Jared Leto succédera bien à Heath Ledger dans le rôle du Joker, Jai Courtney jouera George Harkness alias Captain Boomerang et Cara Delevingne, pressentie pour le rôle de Harley Quinn, jouera l'Enchantresse.
Pour le rôle d'Amanda Waller, le choix de la production se porte sur trois actrices : Oprah Winfrey, qui serait la favorite, Octavia Spencer, qui a obtenu l'Oscar de la meilleure actrice dans un second rôle en 2012, et Viola Davis, actrice principale de la série Murder. C'est finalement cette dernière qui obtient le rôle, qu'elle devrait tenir également dans de prochains films,.
En janvier 2015, Tom Hardy abandonne finalement le rôle de Rick Flag, à la suite d'un problème d'emploi du temps ou, selon une rumeur, d'un conflit sur les changements apportés au personnage qui ne lui auraient pas plu. Le réalisateur annonce alors qu'il envisage Jake Gyllenhaal pour le remplacer. Seulement, ce dernier refuse le rôle quelques jours plus tard.
Alors que le personnage de Rick Flag est toujours à pourvoir, de nouvelles informations sur l'intrigue rapporte que Batman pourrait apparaître dans la dernière partie du film.
En février 2015, l'acteur Joel Kinnaman est finalement confirmé dans le rôle de Rick Flag,. Entre-temps, Jay Hernandez rejoint la distribution dans un rôle encore inconnu.
En mars 2015, l'acteur Joe Manganiello, qui a auparavant collaboré avec David Ayer sur Sabotage, est envisagé pour le rôle de Slade Wilson alias Deathstroke (également présenté dans la série Arrow lors des deux premières saisons). Margot Robbie annonce, de son côté, qu'elle a signé un contrat de dix ans pour jouer Harley Quinn.
En avril 2015, l'acteur Adewale Akinnuoye-Agbaje rejoint le casting dans le rôle de Killer Croc.
En mai 2015, Batman (sous les traits d'un cascadeur) est vu sur le tournage lors d'une scène d'action impliquant également les personnages de Margot Robbie et de Jared Leto, confirmant ainsi les rumeurs de la présence de Ben Affleck dans le film.

#### Personnages
Le Joker
Le personnage est joué par Jared Leto (Fight Club, Requiem for a dream, Lord of War, Mr. Nobody, Dallas Buyers Club pour lequel il obtient l'oscar du meilleur acteur dans un second rôle en 2014) et succédera ainsi à Cesar Romero (Batman en 1966), Jack Nicholson (Batman de Tim Burton en 1989) et Heath Ledger (The Dark Knight de Christopher Nolan en 2008). Connu pour la fluctuation de son poids par rapport aux rôles qu'il joue, Jared Leto a fait savoir qu'il prenait du poids afin de coller au mieux au personnage du Joker, qu'il qualifie de « presque shakespearien ». Présent aux Oscars 2015 avec une longue barbe et les cheveux longs, l'acteur a fait savoir quelques jours plus tard qu'il s'était coupé les cheveux et rasé sa barbe pour le rôle puis, lors de la Fashion Week à Paris, l'acteur apparaît avec son nouveau look : cheveux platines et sourcils décolorés voire rasés. Son coiffeur a laissé entendre que ce look ne serait qu'une étape en vue d'une nouvelle teinture.
Le Joker du film est inspiré du roman graphique Batman: The Dark Knight Returns de Frank Miller, des comics de Grant Morrison et de la série d'animation Batman de Paul Dini et  Bruce Timm. Il est aussi inspiré du roman graphique Joker de Brian Azzarello avec notamment la présence du mafieux Johnny Frost, un personnage inédit du comics interprété par l'acteur Jim Parrack dans le film. 
Leto annonce que son interprétation du Joker est plus comique et cérébrale mais ne se veut pas comme une pâle imitation des précédentes versions du personnage. Pour les besoins du rôle, l'interprète a rencontré des médecins et des criminels condamnés pour meurtre dans une prison de Los Angeles.
L'acteur eu l'opportunité de développer une nouvelle façon de rire pour le vilain iconique : « J'ai travaillé le rire en marchant dans les rues de New York et Toronto, je marchais dans les rues et voyais quel rire faisait frissonner les gens. Vous savez quand vous entendez quelqu'un rire dans un restaurant ? Ce n'est pas très plaisant. Je testais mes rires. Cela en est arrivé à un point où je riais et les gens se retournaient en se disant : « Qui est cet homme louche derrière moi ? ». »

Dans une interview, Will Smith parle de son camarade de jeu : « Nous avons travaillé ensemble pendant six mois, mais nous n’avons jamais échangé un mot en dehors de nos scènes en commun. On ne s’est jamais dit "bonjour" ou "passe une bonne journée". Je ne lui ai jamais parlé autrement qu'en tant que Deadshot et lui en tant que Joker. Je ne l'ai pas encore rencontré. Il était à fond dans son personnage…J’ai hâte de le connaître. »
Harley Quinn

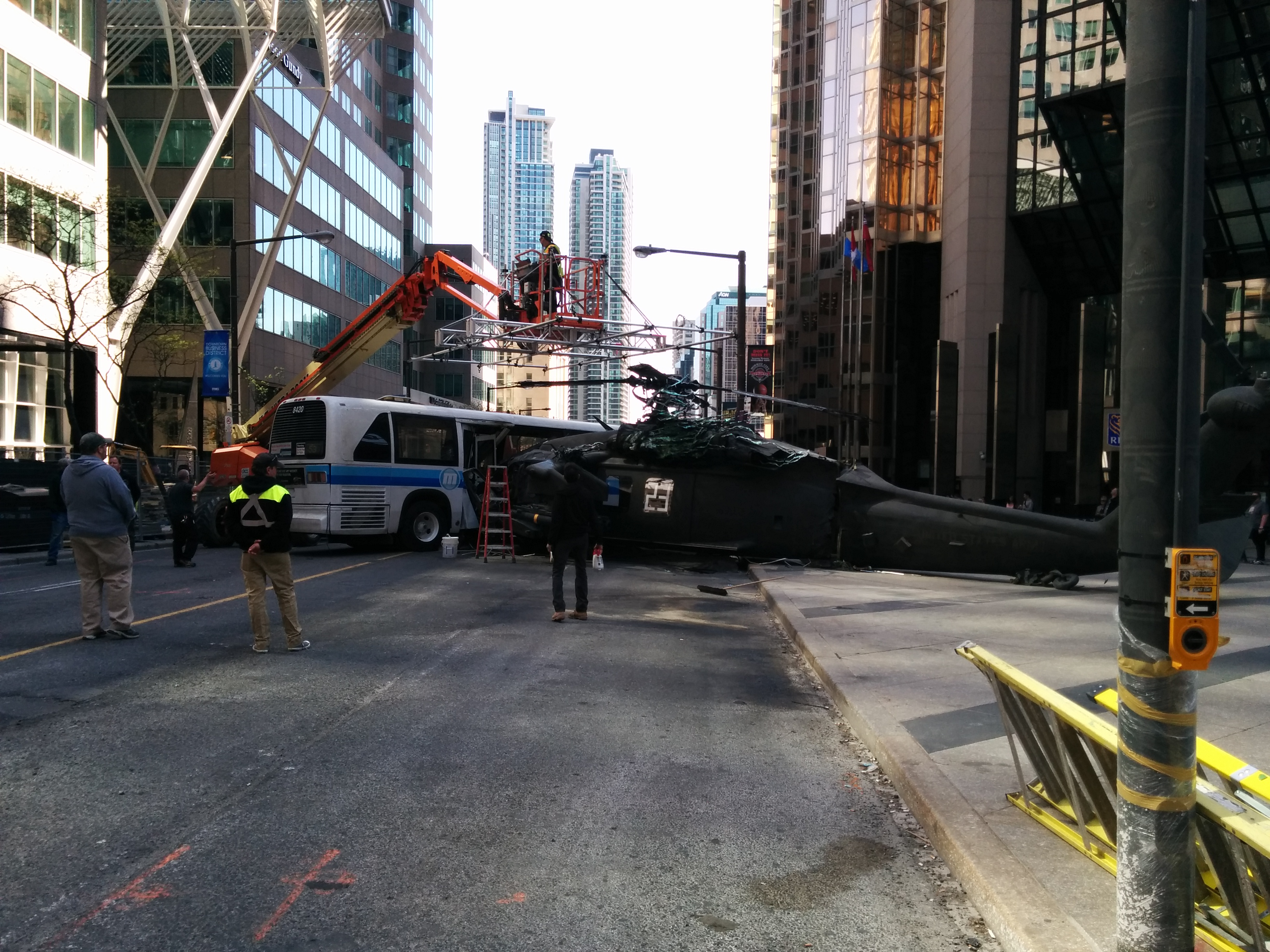
Tournage du film en mai 2015 à Toronto.

Le personnage est campé par Margot Robbie (Le Loup de Wall Street, Diversion). Elle a, par ailleurs, mentionné le fait qu'elle a développé l'accent prononcé du personnage, originaire de Brooklyn. Elle a aussi pratiqué plusieurs disciplines sportives dont le Pilates pour son rôle.

### Tournage
Le tournage s'est déroulé du 13 avril 2015 au 30 août 2015, dans différentes villes dont Toronto.
En avril 2016, l'équipe du film partit pour trois semaines de reshoots sous la plume de Geoff Johns avec plusieurs millions de dollars de budget. L'acteur Jai Courtney partage sur les réseaux sociaux : « J’ai discuté avec des gens sur le tournage aujourd’hui et ils ont dit que le studio ‘faisait des reshoots’ parce que c’était trop sombre. Je pense qu’il y a plein d’humour dans le film. Je ne dirais pas que nous n’allons pas rendre le film plus drôle. Nous sommes en train de faire quelques scènes d'action supplémentaires, qui sont plutôt cools. On reshoote dans ce sens là »

## Bande originale

### Suicide Squad: Original Motion Picture Score
Albums de Steven Price
Fury
(2014)
Bandes originales de l'univers cinématographique DC
Batman v Superman : L'Aube de la justice
(2016) Wonder Woman
(2017)
La musique du film est composée par Steven Price,,. Il avait déjà composé pour le précédent film de David Ayer, Fury (2014).
| Liste des titres | Liste des titres                       | Liste des titres | Liste des titres | Liste des titres | Liste des titres | Liste des titres | Liste des titres | Liste des titres | Liste des titres |
| No               | Titre                                  | Durée            |                  |                  |                  |                  |                  |                  |                  |
| ---------------- | -------------------------------------- | ---------------- | ---------------- | ---------------- | ---------------- | ---------------- | ---------------- | ---------------- | ---------------- |
| 1.               | Task Force X                           | 4:54             |                  |                  |                  |                  |                  |                  |                  |
| 2.               | Arkham Asylum                          | 3:24             |                  |                  |                  |                  |                  |                  |                  |
| 3.               | I’m Going To Figure This Out           | 1:42             |                  |                  |                  |                  |                  |                  |                  |
| 4.               | You Make My Teeth Hurt                 | 2:31             |                  |                  |                  |                  |                  |                  |                  |
| 5.               | I Want To Assemble A Task Force        | 2:52             |                  |                  |                  |                  |                  |                  |                  |
| 6.               | Brother Our Time Has Come              | 4:44             |                  |                  |                  |                  |                  |                  |                  |
| 7.               | A Serial Killer Who Takes Credit Cards | 2:09             |                  |                  |                  |                  |                  |                  |                  |
| 8.               | A Killer App                           | 2:54             |                  |                  |                  |                  |                  |                  |                  |
| 9.               | That’s How I Cut and Run               | 3:10             |                  |                  |                  |                  |                  |                  |                  |
| 10.              | We Got A Job To Do                     | 1:42             |                  |                  |                  |                  |                  |                  |                  |
| 11.              | You Die We Die                         | 4:02             |                  |                  |                  |                  |                  |                  |                  |
| 12.              | Harley And Joker                       | 2:50             |                  |                  |                  |                  |                  |                  |                  |
| 13.              | This Bird Is Baked                     | 4:43             |                  |                  |                  |                  |                  |                  |                  |
| 14.              | Hey Craziness                          | 4:02             |                  |                  |                  |                  |                  |                  |                  |
| 15.              | You Need A Miracle                     | 2:37             |                  |                  |                  |                  |                  |                  |                  |
| 16.              | Diablo’s Story                         | 1:43             |                  |                  |                  |                  |                  |                  |                  |
| 17.              | The Squad                              | 3:59             |                  |                  |                  |                  |                  |                  |                  |
| 18.              | Are We Friends Or Are We Foes?         | 4:17             |                  |                  |                  |                  |                  |                  |                  |
| 19.              | She’s Behind You                       | 3:03             |                  |                  |                  |                  |                  |                  |                  |
| 20.              | One Bullet Is All I Need               | 3:33             |                  |                  |                  |                  |                  |                  |                  |
| 21.              | I Thought I’d Killed You               | 3:50             |                  |                  |                  |                  |                  |                  |                  |
| 22.              | The Worst Of The Worst                 | 4:12             |                  |                  |                  |                  |                  |                  |                  |
| 72:00            |                                        |                  |                  |                  |                  |                  |                  |                  |                  |

| Titres bonus - édition digitale | Titres bonus - édition digitale    | Titres bonus - édition digitale | Titres bonus - édition digitale | Titres bonus - édition digitale | Titres bonus - édition digitale | Titres bonus - édition digitale | Titres bonus - édition digitale | Titres bonus - édition digitale | Titres bonus - édition digitale |
| No                              | Titre                              | Durée                           |                                 |                                 |                                 |                                 |                                 |                                 |                                 |
| ------------------------------- | ---------------------------------- | ------------------------------- | ------------------------------- | ------------------------------- | ------------------------------- | ------------------------------- | ------------------------------- | ------------------------------- | ------------------------------- |
| 23.                             | June Moone                         | 2:37                            |                                 |                                 |                                 |                                 |                                 |                                 |                                 |
| 24.                             | Did That Tickle?                   | 3:41                            |                                 |                                 |                                 |                                 |                                 |                                 |                                 |
| 25.                             | You Know the Rules Hotness         | 1:58                            |                                 |                                 |                                 |                                 |                                 |                                 |                                 |
| 26.                             | Enchantress in the War Room        | 2:35                            |                                 |                                 |                                 |                                 |                                 |                                 |                                 |
| 27.                             | Introducing Diablo and Croc        | 2:09                            |                                 |                                 |                                 |                                 |                                 |                                 |                                 |
| 28.                             | Task Force X Activated             | 2:11                            |                                 |                                 |                                 |                                 |                                 |                                 |                                 |
| 29.                             | Can Everyone See This Trippy Stuff | 4:25                            |                                 |                                 |                                 |                                 |                                 |                                 |                                 |
| 30.                             | I Promised My Friends              | 1:29                            |                                 |                                 |                                 |                                 |                                 |                                 |                                 |
| 92:38                           |                                    |                                 |                                 |                                 |                                 |                                 |                                 |                                 |                                 |

### Suicide Squad: The Album
Singles
1. Heathens
Sortie : 20 juin 2016
2. Sucker for Pain
Sortie : 24 juin 2016
3. Purple Lamborghini
Sortie : 1er juillet 2016

En parallèle au travail de Steven Price, Suicide Squad: The Album comprend des chansons présentes dans le film, dont certaines sont inédites. Il sortira le 5 août 2016. Il contient notamment des reprises de I Started a Joke des Bee Gees ou Bohemian Rhapsody de Queen.
| Liste des titres | Liste des titres                                             | Liste des titres                         | Liste des titres | Liste des titres | Liste des titres | Liste des titres | Liste des titres | Liste des titres | Liste des titres |
| No               | Titre                                                        | Artistes                                 | Durée            |                  |                  |                  |                  |                  |                  |
| ---------------- | ------------------------------------------------------------ | ---------------------------------------- | ---------------- | ---------------- | ---------------- | ---------------- | ---------------- | ---------------- | ---------------- |
| 1.               | Purple Lamborghini                                           | Skrillex & Rick Ross                     |                  |                  |                  |                  |                  |                  |                  |
| 2.               | Sucker for Pain (feat. Logic, Ty Dolla $ign & X Ambassadors) | Lil Wayne, Wiz Khalifa & Imagine Dragons | 4:03             |                  |                  |                  |                  |                  |                  |
| 3.               | Heathens                                                     | Twenty One Pilots                        | 3:15             |                  |                  |                  |                  |                  |                  |
| 4.               | Standing in the Rain (featuring Mark Ronson)                 | Action Bronson & Dan Auerbach            |                  |                  |                  |                  |                  |                  |                  |
| 5.               | Gangsta                                                      | Kehlani                                  |                  |                  |                  |                  |                  |                  |                  |
| 6.               | Know Better                                                  | Kevin Gates                              |                  |                  |                  |                  |                  |                  |                  |
| 7.               | You Don't Own Me (featuring G-Eazy)                          | Grace                                    | 3:19             |                  |                  |                  |                  |                  |                  |
| 8.               | Without Me                                                   | Eminem                                   | 4:50             |                  |                  |                  |                  |                  |                  |
| 9.               | Wreak Havoc                                                  | Skylar Grey                              |                  |                  |                  |                  |                  |                  |                  |
| 10.              | Medieval Warfare                                             | Grimes                                   |                  |                  |                  |                  |                  |                  |                  |
| 11.              | Bohemian Rhapsody                                            | Panic! at the Disco                      |                  |                  |                  |                  |                  |                  |                  |
| 12.              | Slippin' Into Darkness                                       | War                                      | 7:00             |                  |                  |                  |                  |                  |                  |
| 13.              | Fortunate Son                                                | Creedence Clearwater Revival             | 2:21             |                  |                  |                  |                  |                  |                  |
| 14.              | I Started a Joke (featuring Becky Hanson)                    | ConfidentialMX                           |                  |                  |                  |                  |                  |                  |                  |
| 50:57            |                                                              |                                          |                  |                  |                  |                  |                  |                  |                  |

### Musiques préexistantes
| 1. | The House of the Rising Sun (Edited single version) | 18 May 1964 | 2:59 |
| 2. | Super Freak                                         |             | 3:24 |

- AC/DC – Dirty Deeds Done Dirt Cheap
- Kanye West – Black Skinhead
- Rae Sremmurd featuring Bobo Swae – Over Here
- Black Sabbath – Paranoid
- The White Stripes – Seven Nation Army
- Norman Greenbaum – Spirit in the Sky
- K7 – Come Baby Come
- Etta James – I'd Rather Go Blind
- Henryk Górecki – Symphonie no 3
- Queen – Bohemian Rhapsody

## Accueil

### Accueil critique
Dans l'ensemble, Suicide Squad est globalement mal reçu par la critique, recueillant 33% d'opinions favorables sur le site Rotten Tomatoes, pour une moyenne de 5,2⁄10 et 70 critiques collectées. Le site Metacritic lui attribue un score de 46⁄100, pour 29 critiques collectées. En France, l'accueil est mitigé, obtenant une moyenne de 2⁄5, pour 20 critiques collectées. Alors que le film a reçu des critiques négatives des spectateurs avec 2,6/5. Sur IMDb, le film recoit également des critiques plutôt négatives avec une note de 5.9/10.
Dans les pays anglophones, Vanity Fair décrit le film comme « une tentative vaine et vide de sens d’atteindre la grandeur » et le déclare « mauvais ». Pour The Hollywood Reporter, il s'agit d'une « entreprise confuse digne d'un puzzle qui ne devient jamais aussi cool qu’elle pense l’être ». IndieWire reproche qu'il y a « plus de plans du cul [de Margot Robbie] que des seconds rôles du film », tout en ajoutant que « s’il n’y avait pas l’histoire à étages du Joker, la présence de Jared Leto serait tout simplement déconcertante » et que « Cara Delevingne est une jeune actrice talentueuse mais elle ne parvient pas à sauver » son rôle, « victime d’idées putrides mal exécutées ». Pour Rolling Stone, Suicide Squad est qualifié de « connerie », tandis que pour Chicago Sun Times, il écrit qu'« il se passe tellement de choses [...] qu’à la fin, c’est comme si vous n’aviez rien vu ».
En France, Jacky Bornet de CultureBox France Télévisions note que « David Ayer ne fait ni moins bien ni mieux que ses prédécesseurs, avec une mise en scène répondant aux lois du genre, même si les protagonistes sont décalés par rapport aux habitudes ». Pour Frédéric Mignard de aVoir-aLire.com, le long-métrage « est une œuvre engoncée dans un délire qui s’émancipe peu à l’écran ». La rédaction du Parisien affirme que Suicide Squad est sauvé du naufrage par le personnage d'Harley Quinn, « campé avec fougue et humour par Margot Robbie ».

### Box-office
| Pays ou région    | Box-office        | Date d'arrêt du box-office | Nombre de semaines |
| ----------------- | ----------------- | -------------------------- | ------------------ |
| États-Unis Canada | 325 100 054 $     | 10 novembre 2016           | 14                 |
| Québec            | 4 371 426 $       | 25 septembre 2016          | 8                  |
| France            | 2 284 058 entrées | 11 octobre 2016            | 10                 |
| Total mondial     | 745 846 894 $     | 10 novembre 2016           | 14                 |

Lors de sa sortie en salles le 3 août 2016 en France, Suicide Squad prend la première place des meilleurs démarrages sur Paris avec 4 704 entrées sur 26 copies, soit une moyenne de 181 entrées par copies le diffusant. Il réalise un démarrage quasi similaire à Man of Steel, qui avait démarré avec 4 850 entrées sur 25 copies à Paris, mais inférieur par rapport à Batman v Superman : L'Aube de la Justice, qui lui avait démarré à 5 602 entrées sur 24 copies. Sur l'ensemble du territoire français, il démarre avec 307 062 entrées dans 667 salles. Il finit son exploitation en France avec un total de 2 284 058 entrées.
Lors de sa première semaine, le film se place à la tête du box office français avec 1,1 million d'entrées.
En incluant les 65,125 millions de dollars sur le territoire américain, il cumule donc au terme de son premier samedi d'exploitation 129,725 millions de dollars de recettes dans le monde entier, soit un meilleur démarrage que Deadpool ou bien Les Gardiens de la Galaxie sur la même période.
Lors du weekend du 15 août 2016, le film récolte 262,3 millions aux États-Unis et plus de 310,4 millions de dollars de recettes dans le monde, totalisant alors plus de 572,7 millions de recettes contre un budget de 175 millions,.

## Controverse sur le montage et versionAyer Cut
Plusieurs critiques soulignèrent les reshoots (tournage additionnel) et remontages imposés par le studio Warner Bros. pour rendre le film plus accessible avec une tonalité plus édulcorée à la suite de l'échec critique du film Batman v Superman : L'Aube de la justice sorti au printemps 2016,. En avril 2016, l'équipe du film est partie à Los Angeles pour plusieurs semaines de reshoots. Il était prévu de retourner plusieurs scènes afin de rendre le long-métrage « plus fun et moins sombre ». La société Trailer Park Group qui est spécialisée dans les bandes-annonces a été embauchée par le studio pour monter le film malgré les divergences créatives avec le réalisateur David Ayer qui n'avait pas la mainmise sur son travail,.
En août 2016, l'acteur Jared Leto, l'interprète du Joker, donne son point de vue sur la version sortie au cinéma dans une interview accordée avec IGN : « Est-ce qu'il y a une scène qui n'a pas été coupée ? Je me le demande. Il y a eu de nombreuses scènes supprimées du montage final. […] il y a suffisamment d'images pour faire un film entier sur le Joker ».
En janvier 2017, quelques mois après la sortie en salles du film, le réalisateur poste une longue tribune sur son compte Twitter et évoque certains regrets et critiques sur son propre film :

« Je sais que le film fait l'objet d'une polémique. J'ai vraiment essayé de faire quelque chose de différent, avec une apparence et une voix unique. […] J'ai beaucoup appris. Les gens veulent voir ce qu'ils veulent, et chacun a une vision personnelle de la façon dont tel ou tel personnage devrait avoir l'air, marcher ou parler. Si vous partez dans l'idée de faire un succès de masse, vous obtenez facilement quelque chose de conventionnel. Mais j'y suis allé. Et je sais que Suicide Squad a ses défauts, le monde entier le sait ! […] Le film a connu un énorme succès commercial. Des personnages vraiment cool de l'univers DC Comics ont été présentés au monde. Et ce succès est dû précisément à la magie et au pouvoir de DC et de ces personnages. Est-ce que je changerais beaucoup de choses si c'était à refaire ? Oui, bien sûr.
J'aimerais avoir une machine à remonter le temps. Je ferais du Joker le méchant principal et je concevrais une histoire plus solide. Je dois prendre le bon et le mauvais, et apprendre quelque chose de tout ça. J'adore faire des films et j'adore DC. […] Je dois apporter aux personnages les histoires et les intrigues qu'ils méritent la prochaine fois. Je parle sérieusement. (Et non, il n'existe pas de montage secret du film rempli de scènes avec le Joker caché quelque part dans une mine de sel.) »

— David Ayer, Twitter (janvier 2017)
Le réalisateur revint sur ses affirmations et évoqua à plusieurs reprises le « charcutage » imposé par le studio. Il dévoila plusieurs éléments de son montage enregistré avant les réecritures du scénario et les reshoots sur les réseaux sociaux,. Selon ses termes, le succès critique et commercial du film Deadpool proposé par le studio 20th Century Fox et la mauvaise réception de Batman v Superman : L'Aube de la justice de Zack Snyder ont inspiré le studio Warner Bros. à changer la tonalité artistique du film.
Il fut révélé que la première bande-annonce dévoilée au San Diego Comic Con pendant l'été 2015 qui promettait un film sombre et tragique était fidèle à la vision du réalisateur avant que le studio ne change complètement l'atmosphère du film,.
Les fans de DC Comics ainsi que plusieurs membres du casting comme Will Smith, Karen Fukuhara, Jai Courtney et Jared Leto, les interprètes respectifs de Deadshot, Katana, Captain Boomerang et du Joker, réclamèrent une Ayer Cut avec le hastag #ReleaseTheAyerCut sur les réseaux sociaux et la plateforme YouTube,,,. Ce mouvement faisant référence au hastag #ReleaseTheSnyderCut pour demander la Snyder Cut de Justice League, qui connut de lourds problèmes de production, faisant que le réalisateur Zack Snyder s'est senti dépossédé de son film au profit du studio Warner Bros. qui embaucha Joss Whedon pour réécrire le script et tourner de nouvelles scènes,,.
Cependant, l'actrice Margot Robbie, l'interprète d'Harley Quinn, dévie la question posée par le magazine Variety qui lui demande si elle aimerait voir la version Ayer Cut pendant la promotion du film The Suicide Squad : « C'est une situation très compliquée, où je ne suis pas responsable, dans ce cas je n'ai pas vu Suicide Squad, jusqu'à ce qu'il soit présent en salles ».
Joel Kinnaman, l'inteprète de Rick Flag, déclare dans un podcast : « Vous savez, vous voulez toujours voir le montage du réalisateur. C'est toujours dommage quand la vision du réalisateur n'arrive pas au cinéma. Bien sûr, il y aura toujours des compromis. Je trouve que plus le budget est important, plus le compromis est important. C'est généralement le cas. Je suis sûr que [le montage de David Ayer] serait beaucoup plus intéressant. Le point de vue de David sur le Joker était vraiment intéressant et cela n'est pas vraiment apparu dans le film que nous avons vu ».
De leurs côtés, les réalisateurs Zack Snyder, Cathy Yan, James Gunn et les acteurs Ray Fisher, John Cena, Wayne T Carr et Ray Porter affichèrent leur soutien envers David Ayer pour la sortie de sa version finale,,,,.
En 2020, Ayer affirme que le studio Warner Bros. a supprimé les 40 premières minutes de son film en postproduction,. Il confirme que dans son montage original, aucun titre de musique comme The House of the Rising Sun, Sympathy for the Devil, Without Me ou Bohemian Rhapsody ne figure dans la bande sonore de sa version du film,.
La version Ayer Cut comporte plus d'éléments scénaristiques et visuels que la version cinéma ainsi que la version extended cut,,,,,,,,,,,,,,,,,,,,: 
- une scène d'ouverture inédite du film avec la découverte du Dr Moone de la statuette de l'Enchanteresse ;
- un arc narratif inédit pour l'Enchanteresse ;
- des looks entièrement différents de la version cinéma pour l'Enchanteresse et son frère Incubus ;
- toutes les transitions de scènes avec le filtre de couleur rose et bleue sont retirées ;
- tous les morceaux de musique de funk, de rock, de gospel, de heavy metal ou de rap sont complétement absents du montage ;
- des musiques supplémentaires du compositeur Steven Price ;
- introduction alternative du logo du film ;
- une chronologie différente pour de nombreuses scènes dans le montage du film ;
- des scènes supplémentaires entre le Joker et le Dr Harleen Quinzel à l'asile d'Arkham ;
- une intrigue autour de l'assassinat de Robin et de l'incendie du Manoir Wayne ;
- un plan-séquence montrant une violente fusillade entre des criminels et le personnel de sécurité de l'asile d'Arkham ;
- une scène supplémentaire où le Joker bat à mort une personne avec une batte de baseball ;
- une version étendue de la torture du Dr Harleen Quinzel par le Joker ;
- une version étendue de la scène de la discothèque où Monster T était supposé se suicider plutôt que d'être abattu par le Joker ;
- la scène de la poursuite en Batmobile est plus longue ;
- des dialogues supplémentaires entre Batman et Harley Quinn ;
- une scène supplémentaire où Rick Flag et June Moone ont un rendez-vous galant ;
- une scène dévoilant l'interpellation de Slipknot après une poursuite sur les toits ;
- plus d'informations sur les antécédents judiciaires de Slipknot ;
- des scènes flashbacks autour de l'isolement de Killer Croc dû à sa difformité ;
- une scène montrant Killer Croc se faire interpeller par Batman dans les égouts de Gotham City ;
- de nombreux plans supplémentaires de l'officier Griggs et ses hommes dans la prison ;
- des dialogues supplémentaires entre l'officier Griggs et le Joker ;
- des scènes alternatives où Amanda Waller présente le projet Task Force X aux représentants du gouvernement américain ;
- toutes les scènes d'introduction des membres de la Task Force X sont déplacées dans le montage ;
- une séquence inédite où Rick Flag et June Moone débattent sur les dossiers du projet Task Force X ;
- des scènes supplémentaires avec la fille de Deadshot ;
- une version longue de la scène où El Diablo est sorti de force de sa citerne par l'officier Griggs et ses hommes ;
- une version longue et plus violente de la scène du Joker à l'usine d'explosifs ;
- des scènes supplémentaires avec le Captain Boomerang commettant des actes racistes et misogynes ;
- des dialogues supplémentaires où le Captain Boomerang flirte avec Katana ;
- une scène supplémentaire où le Joker et Jonny Frost se préparent à libérer Harley Quinn ;
- des plans additionnels de l'escadron Task Force X se déplaçant dans la ville dévastée de Midway City ;
- une scène inédite où les hommes de main du Joker éliminent des civils dans un restaurant ;
- la scène de l'altercation entre Harley Quinn et le Joker sur le bord de la route est plus violente ;
- des scènes supplémentaires autour du lieutenant « GQ » Edwards ;
- des versions alternatives des scènes d'actions ;
- des scènes supplémentaires où Harley Quinn et Deadshot débutent une relation amoureuse ;
- une scène où le Joker pousse volontairement Harley Quinn de son hélicoptère ;
- des séquences supplémentaires où le Joker fait équipe avec l'Enchanteresse pour prendre le contrôle de Midway City ;
- une scène où le Joker se confronte à l'escadron Task Force X et découvre qu'Harley Quinn l'a trompé ;
- des scènes supplémentaires où Katana achève Incubus en le décapitant pour emprisonner son âme dans son sabre ;
- une scène où l'Enchanteresse possède l'esprit de Katana pour venger Incubus et l'oblige à combattre les survivants de l'escadron Task Force X ;
- le brouillard présent dans le combat final opposant l'escadron Task Force X et l'Enchanteresse est supprimé ;
- de nombreux plans additionnels où El Diablo survit à la confrontation finale contre Incubus ;
- une scène où le Joker prend la fuite en provoquant une diversion avec une grenade ;
- les scènes et dialogues humoristiques où Killer Croc demande une télévision dans sa cellule de prison sont tous supprimés ;
- une scène supplémentaire où El Diablo retourne en prison ;
- une séquence additionnelle où le Captain Boomerang se brûle la main dans sa cellule ;
- une version longue de l'invasion de la prison par le Joker ;
- le générique de la version cinéma est supprimé ;
- une fin alternative de la réunion d'Amanda Waller et Bruce Wayne[118],[100],[119],[120],[121] ;

## Distinctions
Entre 2016 et 2017, le film Suicide Squad a été sélectionné 58 fois dans diverses catégories et a remporté 18 récompenses,.

### Année 2016
| Cérémonie ou récompense                                                          | Catégorie / Récompense                                                                                           | Nommé(es) / Lauréat(es) | Résultat   |
| -------------------------------------------------------------------------------- | --- | --- | ---------- |
| Association des critiques de cinéma                                              | Prix Critics Choice de la meilleure actrice dans un film d'action                                                | Margot Robbie | Lauréat    |
| Association des journalistes cinématographiques de l'Indiana                     | Meilleure actrice dans un second rôle                                                                            | Margot Robbie | Nomination |
| Bande-annonce d'or                                                               | Bande-annonce d'or de la Meilleure affiche de blockbuster d'été                                                  | Warner Bros. et Works ADV | Lauréat    |
| Bande-annonce d'or                                                               | Meilleure musique de bande-annonce                                                                               | Warner Bros. et Trailer Park | Nomination |
| Bande-annonce d'or                                                               | Meilleur blockbuster de l'été 2016                                                                               | Warner Bros. et Aspect | Nomination |
| Bande-annonce d'or                                                               | Affiche la plus originale                                                                                        | Warner Bros. et Works ADV | Nomination |
| Grand Prix international de doublage (Gran Premio Internazionale del Doppiaggio) | Meilleur film | Suicide Squad | Nomination |
| Grand Prix international de doublage (Gran Premio Internazionale del Doppiaggio) | Meilleur mixage de doublage                                                                                      | Marco Coppolecchia | Nomination |
| Guilde des superviseurs de musique (Guild of Music Supervisors Awards)           | Prix GMS de la meilleure supervision musicale dans les bandes-annonces                                           | Bobby Gumm | Lauréat    |
| Prix de la musique hollywoodienne (Hollywood Music In Media Awards (HMMA))       | Prix HMMA de la meilleure bande originale                                                                        | Suicide Squad | Lauréat    |
| Prix de la musique hollywoodienne (Hollywood Music In Media Awards (HMMA))       | Meilleure supervision musicale pour un film                                                                      | Gabe Hilfer | Nomination |
| Prix de la musique hollywoodienne (Hollywood Music In Media Awards (HMMA))       | Meilleure chanson originale pour un film de science-fiction ou fantastique                                       | Lil Wayne, Wiz Khalifa, Alex da Kid, Wayne Sermon, Logic, Ty Dolla $ign, X Ambassadors, Dan Reynolds, Ben Mckee, Daniel Platzman et Sam Nelson Harris (pour la chanson "Sucker For Rain") | Nomination |
| Prix du jeune public                                                             | Prix du jeune public du meilleur film attendu par les ado (Choice AnTEENcipated Movie)                           | Suicide Squad | Lauréat    |
| Prix du jeune public                                                             | Prix du jeune public de la meilleure actrice de cinéma attendu par les ado (Choice Movie Actress: AnTEENcipated) | Cara Delevingne | Lauréat    |
| Prix du jeune public                                                             | Meilleur acteur de cinéma attendu par les ado (Choice Movie Actor: AnTEENcipated)                                | Will Smith | Nomination |
| Prix du jeune public                                                             | Meilleur acteur de cinéma attendu par les ado                                                                    | Scott Eastwood | Nomination |
| Prix du jeune public                                                             | Meilleure actrice de cinéma attendu par les ado                                                                  | Margot Robbie | Nomination |
| Prix Rondo Hatton horreur classique (Rondo Hatton Classic Horror Awards)         | Meilleur film | Suicide Squad | Nomination |
| Prix Schmoes d'or                                                                | Schmoes d'or du film le plus surestimé de l'année                                                                | Suicide Squad | Lauréat    |
| Prix Schmoes d'or                                                                | Schmoes d'or de la meilleure actrice dans un second rôle de l'année                                              | Margot Robbie | Lauréat    |
| Prix Schmoes d'or                                                                | Schmoes d'or des meilleurs S&C de l'année                                                                        | Margot Robbie | Lauréat    |
| Prix Schmoes d'or                                                                | Schmoes d'or de la meilleure bande-annonce de l'année                                                            | Suicide Squad | Lauréat    |
| Prix Schmoes d'or                                                                | Pire film de l'année                                                                                             | Suicide Squad | Nomination |
| Prix Schmoes d'or                                                                | La plus grande déception de l'année                                                                              | Suicide Squad | Nomination |
| Prix Schmoes d'or                                                                | Affiche de cinéma préférée de l'année                                                                            | Suicide Squad | Nomination |
| Prix Schmoes d'or                                                                | Personnage le plus cool de l'année                                                                               | Harley Quinn | Nomination |
| Sondage de l'hebdomadaire The Village Voice                                      | Prix VVFP du pire film                                                                                           | Suicide Squad | Lauréat    |

### Année 2017
| Cérémonie ou récompense                                                                                   | Catégorie / Récompense                                                           | Nommé(es) / Lauréat(es)                                                                  | Résultat   |
| --- | -------------------------------------------------------------------------------- | ---------------------------------------------------------------------------------------- | ---------- |
| Académie des films de science-fiction, fantastique et d'horreur - Prix Saturn                             | Meilleur film tiré d'un comic                                                    | Suicide Squad                                                                            | Nomination |
| Académie des films de science-fiction, fantastique et d'horreur - Prix Saturn                             | Meilleure actrice dans un second rôle                                            | Margot Robbie                                                                            | Nomination |
| Académie des films de science-fiction, fantastique et d'horreur - Prix Saturn                             | Meilleur maquillage                                                              | Allan A. Apone, Jo-Ann MacNeil et Marta Roggero                                          | Nomination |
| Alliance des femmes journalistes de cinéma                                                                | Pire image de la femme                                                           | David Ayer et Margot Robbie                                                              | Nomination |
| Alliance des femmes journalistes de cinéma                                                                | Actrice qui a le plus besoin d'un nouvel agent                                   | Margot Robbie                                                                            | Nomination |
| Association du cinéma et de la télévision en ligne                                                        | Meilleurs maquillages et coiffures                                               | Alessandro Bertolazzi, Giorgio Gregorini et Christopher Allen Nelson                     | Nomination |
| Bande-annonce d'or                                                                                        | Meilleurs graphismes dans un spot télévisé                                       | Warner Bros. et Buddha Jones                                                             | Nomination |
| Bande-annonce d'or                                                                                        | Meilleure campagne marketing                                                     | Suicide Squad                                                                            | Nomination |
| Cercle des critiques de cinéma de l'Oklahoma                                                              | Film le plus décevant                                                            | Suicide Squad                                                                            | Nomination |
| Festival international du film de Santa Barbara                                                           | Prix des artisans du meilleur maquillage et coiffure                             | Alessandro Bertolazzi                                                                    | Lauréat    |
| Guilde des maquilleurs et coiffeurs hollywoodiens (Hollywood Makeup Artist and Hair Stylist Guild Awards) | Artisan du meilleur maquillage d'époque et/ou de personnage dans un long métrage | Alessandro Bertolazzi                                                                    | Lauréat    |
| Guilde des maquilleurs et coiffeurs hollywoodiens (Hollywood Makeup Artist and Hair Stylist Guild Awards) | Meilleur maquillage d’effets spéciaux dans un long métrage                       | Gregory Nicotero, Christopher Allen Nelson et Sean Sansom                                | Nomination |
| Guilde des superviseurs de musique (Guild of Music Supervisors Awards)                                    | Prix GMS de la meilleure supervision musicale pour la bande-annonce              | Lana Bui et Naaman Snell (pour la bande-annonce #2 "Rhapsodie")                          | Lauréat    |
| Guilde des superviseurs de musique (Guild of Music Supervisors Awards)                                    | Meilleure chanson / enregistrement créé pour un film                             | Twenty One Pilots, Tyler Joseph, Season Kent et Gabe Hilfer (pour la chanson "Heathens") | Nomination |
| MTV - Prix du film et de la télévision                                                                    | Meilleur méchant                                                                 | Jared Leto                                                                               | Nomination |
| MTV - Prix du millénaire (MTV MIAW)                                                                       | Prix du millénaire MTV du film de l'année                                        | Suicide Squad                                                                            | Lauréat    |
| Oscars | Oscar des meilleurs maquillages et coiffures                                     | Alessandro Bertolazzi, Giorgio Gregorini et Christopher Allen Nelson                     | Lauréat    |
| Prix de la Télévision de divertissement Afro-Américaines (Black Entertainment Television Awards)          | Meilleure actrice                                                                | Viola Davis                                                                              | Nomination |
| Prix du choix des enfants                                                                                 | Prix Blimp de la Bande-son préférée                                              | Suicide Squad                                                                            | Lauréat    |
| Prix du choix des enfants                                                                                 | Chanson préférée                                                                 | Twenty One Pilots (pour la chanson "Heathens")                                           | Nomination |
| Prix du public                                                                                            | Film préféré                                                                     | Suicide Squad                                                                            | Nomination |
| Prix du public                                                                                            | Film d'action préféré                                                            | Suicide Squad                                                                            | Nomination |
| Prix Empire                                                                                               | Meilleur maquillage et coiffure                                                  | DC Entertainment et Warner Bros.                                                         | Nomination |
| Prix Grammy                                                                                               | Meilleure chanson écrite pour les médias visuels                                 | Tyler Joseph (pour la chanson "Heathens")                                                | Nomination |
| Prix Grammy                                                                                               | Meilleure chanson écrite pour les médias visuels                                 | Skrillex, Rick Ross et Beat Billionaire (pour la chanson "Purple Lamborghini")           | Nomination |
| Prix Jupiter                                                                                              | Meilleur acteur international                                                    | Jared Leto                                                                               | Nomination |
| Prix Jupiter                                                                                              | Meilleur film international                                                      | Suicide Squad                                                                            | Nomination |
| Prix Razzie                                                                                               | Pire second rôle masculin                                                        | Jared Leto                                                                               | Nomination |
| Prix Razzie                                                                                               | Pire scénario                                                                    | David Ayer                                                                               | Nomination |
| Société Américaine des Compositeurs, Auteurs et Éditeurs de Musique (ASCAP)                               | Prix ASCAP des meilleurs films au box-office                                     | Steven Price                                                                             | Lauréat    |
| Société des critiques de cinéma d'Hawaii                                                                  | Pire film de l'année                                                             | Suicide Squad                                                                            | Nomination |

## Suite etspin-off
Un spin-off centré sur le personnage de Harley Quinn est sorti en 2020 : Birds of Prey (et la fantabuleuse histoire de Harley Quinn), réalisé par Cathy Yan.
Une suite indépendante, se rapprochant du reboot, a également été mise en route et est sorti en 2021. Bien que Todd Stashwick, Gavin O'Connor et David Bar Katz aient dit travailler à un scénario pour la suite, c'est finalement James Gunn, réalisateur des deux volets des Gardiens de la Galaxie, qui écrira le nouvel opus. D'abord intitulé Suicide Squad 2, le film a été renommé The Suicide Squad et introduit de nouveaux membres. Si Will Smith (Deadshot) a été écarté du projet, d'autres acteurs du premier film sont de retour, notamment Margot Robbie (Harley Quinn), Viola Davis (Amanda Waller), Jai Courtney (Captain Boomerang) et Joel Kinnaman (Rick Flag).